# Potosí
Potosí, o Villa Imperial de Potosí, es una ciudad del suroeste de Bolivia, capital y ciudad más poblada del departamento homónimo y de la provincia de Frías. Se extiende a las faldas de la legendaria montaña llamada Cerro Rico (en quechua: Sumaq Orqo), en la cual se situó la mina de plata más grande del mundo desde mediados del siglo XVI hasta mediados del siglo XVII.
Fue declarada Patrimonio Cultural de la Humanidad por la UNESCO en 1987 siendo el primer reconocimiento oficial que hizo esta organización internacional en Bolivia, debido a su aporte a la historia universal y su atractivo arquitectónico y artístico, siendo considerada como cuna del barroco andino en Bolivia.
Según los últimos datos del censo oficial de 2012 del Instituto Nacional de Estadística de Bolivia INE, el departamento de Potosí cuenta con 828 093 habitantes (410 822 varones y 417 271 mujeres) mientras que en la ciudad (capital) su población llega a los 240 966 habitantes. Su altitud promedio es de 4067 m s.n.m., por lo que es, entre las ciudades de más de 100 000 habitantes, la segunda más alta del mundo detrás de El Alto, aunque esta última se encuentra aglomerada a La Paz, de menor altitud que Potosí.

## Toponimia
La etimología de Potosí ha sido sujeto de especulación. En una de estas hipótesis, el académico Cerrón-Palomino propone que el nombre proviene originalmente de «phutu-chi-q» que significa ‘el que hace brotar’. Explica que debido a la fonotáctica aimara que prefiere palabras terminadas en vocal, la frase sufrió metátesis a «phutu-q-chi» y de ahí pasó al español Potosí.
En cuanto a la justificación del nombre, dice que el topónimo es un epíteto que hace alusión al Cerro Rico, pues los antiguos potosinos consideraban que este cerro era «el que hace brotar la riqueza fabulosa de sus minerales». En cuanto a la raíz verbal phutu- ‘brotar, germinar’, presente tanto en el quechua como en el aimara, varía con una variante p’utu- de consonante glotalizada.

## Etimología
Período Prehispánico
Conviene hacer un alto para tratar sobre la etimología del nombre, en cualquiera de sus formas alternantes narrativas de los cronistas y en los documentos oficiales, que se encuentran voces de las lenguas originarias incorporadas al lenguaje de los españoles.
El origen o procedencia de la expresión «Potosí», desconcierta a propios y extraños, que ha llegado a nosotros a través de un conjunto de textos históricos de cronistas del siglo XVI. De hecho, existen múltiples teorías sobre el término, que a lo largo de los años se han ido interpretando conforme a criterios subjetivos de los historiadores sin citar una fuente fehaciente que respalde el mismo. Entre ellas, la más mitológica dada por Arzáns cuando afirma que Huayna Capac soberano del imperio incaico que habría ingresado a esta región en el año 1462. 
Es conveniente recalcar que antes de la llegada de los españoles, antes de conocer o llamar al cerro como “Potosí”, la montaña era conocida como “Orcco Poctocchi” y como “Sumaj Orcko”. Así relata Arzáns en su monumental obra Historia, como fuente histórica del siglo XVIII. 
Al respecto, Arzáns narra que el inca Huayna Capac que significa Mancebo poderoso, se expresaba del cerro de la siguiente manera: «Éste sin duda tendrá en sus entrañas mucha plata», por lo que mandó a sus vasallos a laborar. Así lo hicieron, estando para comenzar a abrir sus venas, oyeron un espantoso estruendo que estremeció todo el cerro y tras esto se oyó una voz que dijo: «No saquéis la plata de este Cerro, porque es para otros dueños». Atónitos los indios de oír estas palabras desistieron del intento, informando al inca lo que había sucedido; explicando el hecho en su idioma, al llegar a la palabra del estruendo dijeron «Potocsi» que quiere decir «dio un gran estruendo», derivándose y corrompiendo después el nombre de “Potosí”, hecho que ocurrió hace «83 años antes que los españoles descubriesen este famoso Cerro»  desde el relato que hace el año de 1545. Haciendo una resta simple, correspondería al año de 1462.
Por otro lado, Arzáns utiliza como fuente primaria al historiador portugués don Antonio de Acosta, para afirmar que Orcco Poctocchi significa o quiere decir “cerro que brota plata”, expresando que antes que el rey Huayna Ccápac viniese a estas tierras llamaban los indios al cerro “Sumac Orcco”, que significa “hermoso cerro”, por su hermosura exterior. Además complementa: “mas guardóla Dios para otros dueños”, según se oyó en aquella voz que queda dicho.  Fuera de la fuente que se menciona, Arzáns cita además a otros cronistas, como: a Garcilaso de la Vega, al capitán Pedro Méndez, a Bartolomé de Dueñas y a Juan Sobrino. 
Conforme se habrá podido advertir, la propuesta correctiva de Potosí, Potocsi, o Poctocchi se basa, al menos parcialmente en criterios de pronunciación de una sociedad ágrafa que predominaba, hoy se conservan porque compusieron e imprimieron diversos vocabularios durante el siglo XVI.
Entre muchos diccionarios o vocabularios escritos sobre la lengua quechua-español-quechua durante este periodo, encontramos la obra: Lexicon, o Vocabulario de la lengua general del Peru compuesto en 1560 por Fray Domingo de Santo Tomás de la orden de Santo Domingo. Es uno de los primeros documentos sobre el quechua, la obra trata principalmente de un glosario de palabras en español y sus equivalentes en quechua, donde el autor expresa al referirse a las palabras compuestas “Sumac Orcko” y “Orcko Potocchi”. Llega a desglosar de la siguiente manera: 

Español-Quechua
Cerro - vrco, o caca
Hermoso - çuma, o capchi
Quechua-Español
Ccaca - peña gran piedra. Peña, o rifco
Capchi - Loçano o gallardo
Çuma, o capchi - Hermoso, o gentil hombre

Vrco - Cabeço, o cerro

A lo largo de la obra, no encontramos la palabra Potoc o P’utuj, que alude brotar algo o hacer ruido.
Por otro lado, contemporáneo a Santo Tomás, encontramos otra obra de la lengua quechua: Arte y Vocabvlario en la Lengva general del Perv llamada Quichua… impreso en 1586 por Antonio Ricardo, donde el impresor, se expresa:

En esta lengua no ay letras proprias para efcriuir, porque los indios y naturales defta tierra no tenían vfo de efcritura, ni jamas entre ello vuo memoria della.

Con respecto a las palabras compuestas “Sumac Orcko” u “Orcko Potocchi”, tenemos lo siguiente:
“Sumac Orcko”, del quechua-español: “çumac” igual a “hermoso o cofa hermosa”. Del español-quechua, afirma que la palabra español “Hermofa cofa” significa “çumac”; en tanto, del quechua-español la palabra “orco” significa “animal macho” y del español-quechua, “Monte cerro” significa “orco”.
Dentro del vocabulario encontramos otra expresión como: Putun putumù cecamù que significa “Brotar lo sembrado”, de igual forma complementa a la última palabra el término “Cecan, cecamun” que significa igualmente “Brotar lo sembrado”. Desglosando cada palabra tenemos:

Putun - Brotar

Putumun - Brotó

Cecan, cecamun - Brotar lo sembrado

Si añadimos la expresión chic o solo chi, que junto a la palabra Putu-chi, significaría “hacer brotar”, lo que podemos asumir que a lo largo del tiempo se fue corrompiendo quedando “Potosí”.
Por otro lado, contemporáneo a estas obras de la lengua quechua, encontramos tres libros de la lengua aymará del sacerdote jesuita Ludovico Bertonio: Arte y Grammatica (1603), en el Vocabulario (1612) y en Arte de la Lengua (1612). Para él, la expresión “Potosí” aparece o lo interpreta como “Potocchi”, “Potochiro”  y “Phokhtochiro”, dependiendo del significado que desea expresar en una lectura traducida a lo largo de sus obras:

- Todo efto lo he traydo de Potofi - Potocchi camanaqui aca apanitha
- Eftoy de camino para lleuar vn Indio a Potofi - Haque Potochiro irpacatha
- Es menefter que adores al cerro de Potofi - Apa Phokhtochiro nautunifu
- Sièpre ay mucha plata en Potofi, nunca ay falta della - Collque pachpahua Phokhtochina
- Gràde fuerça de plata es la que ay en Potofi - Photokhchina collq` faucaquihua 

- Por mi fue a Potofi - Na pachana Photokhchiro mana

Por otro lado, específicamente la expresión “Phutukh” que muchos investigadores e historiadores asimilaron de que esta expresión cimienta la palabra “Potosí”, que quiere decir “Hacer ruido”, a decir del significado completo en el Vocabulario (1612) de Bertonio encontramos en la “Segunda Parte” la siguiente expresión:

Phutukh phutukhtatha. Hazer ruydo con los pies, el que anda por la niene [nieve], por arena, tierra lodofa &c.

	En una edición facsimilar del Vocabulario de Bertonio impreso por Julio Platzmann en 1879, el significado cambia en torno a la palabra “Phutukh phutukhtatha” que significa:

Hazer ruydo con los pies, el que anda, como, Cauallos, Carneros &c. mi entras andan.

Completando el significado propiamente de la palabra compuesta Orcco Poctocchi como anota Arzáns,  no encontramos la expresión “Orcco” que significa “Cerro” en quechua, mas sólo el término “Collo” con su equivalencia “Cerro”. Con respecto a la segunda palabra “Poctocchi” encontramos el término, Phutukh, significa “hacer ruido”, que viene a complementar a la expresión phutukhtatha que significa “con los pies”, “el que anda en la nieve, por la arena o tierra lodosa”. Podemos considerar que sólo la primera parte se relaciona con la palabra “Potosí” o “Potocsi”, al asumir que “dio un gran estruendo”.
G .Mendoza acota que la etimología de “Potosí” es quechua. Pero en quechua el fonema “p'ótoj” no alude a estruendo y en aymará, sí. Luego si “Potosí” incluye la idea de estruendo, la locución tendría una raíz aymará.  En este punto hay que considerar que la expresión “p’otoj” en quechua significa “Brotar” o “Brotar lo sembrado” que deviene de “Putun” según los diccionarios del siglo XVI.
Esta etimología fue adoptada por Chacón y otros investigadores, reconocen que se produjo el descubrimiento del cerro, llamado por los indios “Potocsi” que proviene del aimara por estruendo.
Rescatando la historia de Antonio de Acosta según Arzáns, podemos concluir que Potosí, deriva de la palabra de las palabras: “Putun” y “Phutukh”, que según los primeros diccionarios del siglo XVI, tanto de la lengua quechua y aymará teniendo un significado diferente:

Del quechua Putun - brotar

Del aymará  Phutukh - hacer ruido

Donde podemos colegir, que “Orcko Potocchi” palabra compuesta del quechua significa “Cerro que brota o sale plata”. Y como palabra compuesta y combinada del quechua-aymará significaría “Cerro que dio un gran ruido o estruendo”.
Período Hispánico
Por alusión a la montaña de plata, la nueva sociedad minera llegó a nombrarse Potosí, poblada a consecuencia del descubrimiento de los ricos yacimientos de plata.
El nombre dio paso al más autóctono “Potoffi”,  “Potossi” o “Potosí” (que deriva de Potochi  o Potocsi) que hasta hoy conserva al igual que Chuquisaca (que viene de Choccechaca, que se interpreta puente de oro).  
Nos preguntamos ¿en qué momento se apropió de aquel nombre? Para sorpresa, oficialmente no se dio nunca, su historia es inseparable de la del cerro. Años más tarde, formalmente se hizo un documento de fundación dándole nombre de “Villa Imperial de Potosí”.
El origen de Potosí se pierde en la bruma de los siglos. En este contexto, gracias a la crónica de Pedro Cieza de León (1553), interesa entre otras razones, porque se trata de la primera crónica. Fue testigo presencial de muchos sucesos, cuya experiencia en Potosí describe el cuadro completo del escenario minero bajo el gobierno del Lic. Juan Polo Ondegardo (1545-1549)  durante los primeros años, es la más antigua descripción que se tiene, quien no vacila en considerarla como propia de la lengua de los naturales, en efecto, era una voz común entre ellos, afirma que “Potoffí” tiene un significado diferente, pues, no está demás empezar con el primer testimonio. Cieza de León (1553) dijo que los indígenas llamaban así a los cerros o cosas altas

Y porque los Indios llaman Potoffi a los cerros y cofas altas, quedofele por nòbre Potoffi, como le llamà.

Vemos que Cieza afirma que los naturales de estas regiones, denominaban “Potosí” a los cerros y cosas altas, lo que deducimos que “Potosí” no significa “algo que brota”, como se ha estado manejando la historia sobre el descubrimiento.
Cieza es uno de los mejores referentes para la historia potosina, conoció muy de cerca los hechos acaecidos en el nuevo asiento minero, se tiene que aceptar como el primer cronista y testigo de vista en lo que describe detalles sobre el trabajo minero en el Cerro Rico y de la nueva población asentada en las faldas de la montaña de plata.  Comentó que dio “razò de los pueblos de indios: y las ciudades d` Efpañoles q` ay defde alli hafta la villa de Plata y affiento de Potofií”, que estaban en los confines del Perú por la parte de sur, continúa diciendo que: “lo q`l yo anduve todo por tierra y tracte, vi, y fupe las cofas q` en efta hyftoria tracto”. 
Cronistas contemporáneos a Cieza copian literalmente la frase estando de acuerdo con él. Uno de los cronistas del Perú en el gobierno de Hurtado de Mendoza, “El Palentino” don Diego Fernández (1571) en la primera parte de su Historia, se refiere: “Y porq los Indios á los cerros y collados, y a todas las cofas altas, llaman Potofi, affi le pufieron el nombre”,  para Arzáns, es el historiador que más crédito merece. Por su parte Juan López de Velasco (1574) también se refiere señalando que: “llamóse Potosí, porque los indios llaman así á los cerros y cosas altas”. 
Años después, Antonio de Herrera (1601) fortalece el significado, cuando dice que “Llamafe Potofi, porque los Indios dizen afsi á los cerros, y cosas altas”. La versión ha sido tomada íntegramente de Cieza, Fernández y López, como lo revela el cotejo de los textos.
Esto es lo que cuentan en sus crónicas los dichos Cieza, Fernández, López y Herrera; sin mencionar su origen idiomática. Pero Garcilaso de la Vega y el Marqués de Montesclaros afirman que no tiene un significado en el lenguaje particular general del Perú, el quechua.
Una Descripción anónima de 1603, señala que se ha podido averiguar la etimología de este nombre “Potochi”, que quiere decir “cosa grande”   o “cosas altas” como señala Cieza de León en 1553.  Para el Inca Garcilaso (1609) “Potosí” o “Potocfi” –como dice él- era un simple nombre propio porque aquel sitio se llamaba así: “no fe que fignifique en el lenguage particular de aquella provincia, que en la general del Peru no fignifica nada”.  Más adelante señala; que a lado del cerro existe otro cerro pequeño, que los indios llaman “Huayna Potocchi”, que significa “Potocchi el moço”, a diferencia del grande. Complementa el relato afirmando que después que hallaron el pequeño, llamaron “Hatun Potocsi, o Potocchi”  que al final de cuenta “todo es vno, y dixieron que eran padre y hijo”. 
En una Relación de Estado del virreinato, el virrey Juan de Mendoza y Luna marqués de Montesclaros (1615), se refiere a que al cerro se llamaba “Potoche” y que no tiene un significado particular:

Potoche antes, ahora Potosí, palabra antigua, no sabemos tenga significacion particular, es el nombre propio del cerro donde están las minas, de allí le tomó la villa qué por hacerse en tiempo del Emperador mi Señor, se llamó Villa Imperial: esta situada por la banda del Norte.

Se debe valorar la narración de los primeros cronistas que transitaron y permanecieron temporalmente en el asiento y minas. Teniendo contacto con los naturales y nuevos vecinos que se establecieron alrededor del Cerro Rico para extraer el metal blanco.

## Historia
La historia del Potosí se remonta a mediados del siglo XV, cuando estuvo por estas tierras el inca Huayna Capac para combatir a los guaraníes. Parte de la historia nos relata el cronista potosino Bartolomé Arzáns de Orsúa y Vela (1674-1736), en su magnífica obra Historia de la Villa Imperial de Potosí y Anales de la Villa Imperial de Potosí.

### Edad prehispánica
El XI inca, hijo de Túpac Yupanqui, se llamó Huayna Cápac, que se interpreta Mancebo poderoso. Este fue aquel insigne en riquezas, de que puede causar admiración al mundo, que tuvo rimeros de oro y grandes montones de plata, pues como cuentan los cronistas Garcilaso de la Vega y el padre maestro fray Antonio de la Calancha con otros autores.
Admirado de su grandeza y hermosura dijo (hablando con los de su corte): «Este sin duda tendrá en sus entrañas mucha plata»; por lo cual mandó a sus vasallos que luego que llegasen a Ccolque Porco (que está distante de esta Villa siete leguas) volviesen, labrasen sus minas y le sacasen el rico metal. Así lo hicieron, y habiendo traído sus instrumentos de pedernal y madera fuerte subieron al Cerro; y después de haber tanteado sus vetas, estando para comenzar a abrir sus venas, se oyó un espantoso estruendo que hizo estremecer todo el Cerro y tras esto fue oída una voz que dijo: «No saquéis la plata de este Cerro, porque es para otros dueños». Asombrados los indios de oír estas razones desistieron del intento, volvieron a Porco [y] dijeron al rey lo que había sucedido; refiriendo el caso en su idioma, al llegar a la palabra del estruendo dijeron «Potocsi» que quiere decir dio un gran estruendo, y de aquí se derivó después (corrompiendo una letra) el nombre de Potosí. Esto sucedió (según la más probable cuenta) 83 años antes que los españoles descubriesen este famoso Cerro, y desde aquel tiempo se llamó Potocsi. Antonio de Acosta en la Historia de Potosí le da otra etimología, añadiendo que no tan solamente por el suceso dicho se llamó Potocsi más también porque luego que se descubrió el Cerro lo nombraron los indios Orcco Poctocchi, que quiere decir cerro que brota plata. Añade más este autor, diciendo que antes que el rey Huayna Ccápac viniese a esta provincia de Porco llamaban los indios al Cerro, Súmac Orcco, que significa hermoso cerro, por su hermosura exterior que, con más razón lo pudieran llamar así si vieran y sacaran la interior que tenía; más guardóla Dios para otros dueños, según se oyó en aquella voz que queda dicho, como lo cuentan el comentador Garcilaso de la Vega, el capitán Pedro Méndez, Bartolomé de Dueñas y Juan Sobrino. Y es cosa para notar que viviendo los indios tan cercanos al Cerro y andando sobre él no llegasen a gozar de su riqueza ellos ni sus reyes, estando labrando poderosas minas en Porco y Andaccaua, que distan de esta Villa siete leguas. Pero como la divina voluntad se lo impedía, pudo estar seguro hasta que fue servida de darla a un tan indignadísimo monarca como el emperador Carlos V.

#### Cantumarcani
A lo largo de los siglos, el Cerro Rico de Potosí gozó de fama continental y mundial por su explotación argentífera, y no podía faltar su complemento humano que fue Cantumarca, población nativa preincaica con 2500 habitantes en el inicio de la exploración minera, establecido a un cuarto de legua al oeste del Cerro Rico. Bartolomé Arzáns de Orsúa y Vela testimonia que originalmente se conocía como Ccantumarcani, que omitiendo las dos últimas letras se llamó después Cantumarca.
Dentro del espacio o sitio y a la parte meridional de Munaypata permanecen los vestigios de la población antigua de indios gentiles llamada Ccantumarcani, que perdidas las dos últimas letras hasta hoy conserva el de Cantumarca (que es lo mismo en castellano que vuestra tierra o vuestra patria) apartada al presente de esta Villa un cuarto de legua. A la parte de tramontana (en el mismo espacio y al pie de la cuesta que antiguamente la llamaron Cansada y ahora la nombran cuesta de Jesús Valle) se ven otras ruinas (ya casi debajo de tierra por la Antigüedad) de edificios gentiles que en este sitio y el de Cantumarca habitaban antes que los españoles conociesen el Perú; y si no los tuvieron donde hoy está fundada la Villa fue por ser entonces esta parte una grande ciénaga para solo pasto de sus ganados: por esta causa es muy húmeda la población pues está fundada la mayor parte sobre agua.
Era el centro de población minera, metalúrgica y comercial más grande de la cultura andina y participaba del camino real del Inca por el comercio del trueque argentífero y transporte de plata del Sumac Orcko y Porco al Cusco y otras regiones del territorio incaico. Por otro lado también muy dedicado a la vida pastoril y agrícola, ya que era una zona cenagosa para pasto de sus ganados, por esta causa era muy húmeda, la población pues, se estableció la mayor parte sobre agua.
Antes de la conquista española, en el contorno del cerro había poblaciones indígenas: Ccantumarcani fue una antigua habitación de indios gentiles; Cuesta Cansada (más tarde Jesús Valle) era otra población indígena; Karikari y Wiñayrumi (que es la Cantería, donde habitaban los indios pastores de aquel ganado de la tierra que nombran llamas) estaban a pocas leguas del cerro.
Al pie de la Cuesta Cansada o de Jesús Valle había otra población con buenos edificios ―según Arzans― tenían ruinas que se veían algunas debajo de tierra. Y estaban distantes una de otra, a una legua; y aunque estaban alejados no eran distintos los pobladores, pues todos eran de una naturaleza distinguiéndose solamente en que estos de la Cuesta Cansada se ocupaban en ir a los valles a traer el maíz para hacer chicha y también en conducir los otros mantenimientos para los de Cantumarca.
Cantumarcani ―la más poblada― era una zona con algunos cultivos y se labraban pedernales, los cuales puestos en cabos de madera servían de hachas para cortar los árboles y también de picos para labrar las canteras por falta de hierro.
Arzans afirma que entre las ruinas de Cantumarca se hallaron huesos gigantes y una calavera engastada en oro fino con el cuello del mismo metal labrado a manera de una pirámide, que pesó todo ello 4 libras. Este hecho, es una tradición antigua heredada de padre a hijos, que en las concavidades de esta población y la que estaba al pie de Cuesta Cansada, hallaron los primeros pobladores grandísima cantidad de oro y plata.
Si bien las crónicas no mencionan la explotación del Cerro por razón de divinizarla para su beneficio, su población más cercana Cantumarca, tenía su importancia desde la época precolombina, con una población activa de trabajo minero, intensa fundición de plata en la cuesta de Huayrachina de esta misma Villa, comercio activo de plata labrada y pedernales, abastecida con productos agrícolas y ganaderos por las poblaciones de Cuesta Cansada y Cantería. En Cantumarca como centro de la actividad argentífera se hallaban concentradas las tres áreas del movimiento económico: de la agricultura, ganadería y minería.
Los pobladores de Cantumarca, conocían de su riqueza argentífera en el Sumac Orcko. Los indios no podían ignorar la consistencia mineralógica del cerro, pero habiéndolo consagrado, decidieron no explotarlo. Situación explicable por sus sentimientos religiosos, y porque los metales preciosos solamente eran utilizados en obras suntuarias, por carecer entre ellos del valor monetario. Además la explotación no beneficiaba a la región productora, sino a los lugares privilegiados, tal el caso de la plata porqueña que se la destinaba al Cusco, durante el Imperio del Tahuantinsuyo.
Los caracaras habitantes de Cantumarca, fuera de ser defensores del cerro, de las invasiones guaraníes y chiriguanos, eran también vigilantes de la huaca o adoratorio sagrado (lugares donde el demonio les hablaba y hacían sus sacrificios) ubicado en la cumbre del Sumac Orcko, en honor a la Pachamama, correlacionando su existencia con la luna y representada por la plata del Orcko Potojsi, llamada así por el inca Huayna Capac (que se interpreta mancebo poderoso) en su llegada a Cantumarca por su hermosura exterior y su imponencia.
Afirma Arzans que cuando gobernaba Huayna Capac, undécimo monarca inca, salieron grandes ejércitos de los indios guaraníes. Esta gente guerrera, traidora y soberbia llegó al Perú y, después de arrasar con otras regiones, asaltaron Cantumarca, donde mataron a muchos indios y, rearmándose allí, continuaron sus victorias en los demás lugares que gobernaba el inca. Enterado el monarca de este acontecimiento, llamó a sus capitanes y con numeroso ejército salió para el Cusco, llegando posteriormente a Tarapaya donde se reforzó enviando cuatro mil soldados con uno de sus hijos a Cantumarca. Estaban allí los guaraníes esperando; y salieron a su encuentro matando doscientos soldados de los del inca; los que quedaron huyeron para informarle al monarca; indignado, partió al punto con diestros capitanes, y aunque le resistieron los enemigos fueron muertos más de 6000 guaraníes; los pocos que quedaron huyeron sin parar hasta llegar a las montañas de los Charcas. Los pobladores de Cantumarca recibieron muy gozoso a su monarca y le hicieron grandes fiestas por sus victorias. Este hecho demuestra que la vida que tenían era tranquila y la hospitalidad que poseían y que gozaban de una alegría extrema, no eran belicosos.
Por su parte el escritor Garcilaso de la Vega (1609), hijo de una princesa inca y de un teniente de Francisco Pizarro, creó la leyenda en la que expresa que Huayna Capac, hizo una visita por todas las tierras que gobernaba, aproximadamente en 1462 llegó por estas regiones, a la laguna de Tarapaya (que proviene de Ccarapaya que se interpreta como vieja desnuda), donde fue a bañarse y tomar un descanso de su largo viaje. Entre este lugar y Cantumarca vislumbró el cerro, que en ese entonces era llamado Sumac Orcko por los pobladores, y admirado de su grandeza y hermosura, dijo: «Esto sin duda tendrá en sus entrañas mucha plata» y mandó a sus vasallos que viniesen de Colque Porco a labrar el cerro. Así lo hicieron; y habiendo traído sus instrumentos, subieron al cerro, registraron sus vetas y estando para comenzar el trabajo, oyeron un espantoso estruendo y una voz que dijo: «Pachacamac janac pachapac guaccaichan» (el señor lo guarda para otro que vendrá después). Sin embargo, el relato puede ser simplemente una leyenda extendida por los colonos españoles, propio de la imaginación y superstición de la edad medieval.
El Padre Acosta, hace alusión este hecho señalando que «quisieron labrar aquellas minas, y oyeron ciertas voces que decían a los indios que no tocasen allí, que esta aquel cerro guardado para otros». En el siglo XVIII, Arzans complementa con mayor profundidad, al manifestar que una voz sobrenatural habría tronado en el espacio advirtiendo: «No saquéis la plata de este Cerro, porque es para otros dueños»:

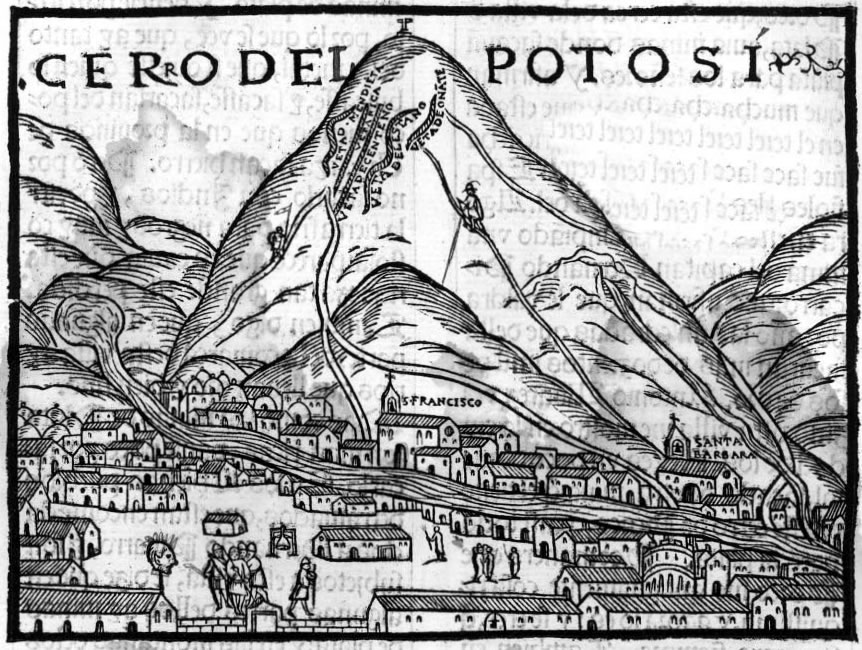
Potosí. La primera imagen en Europa. Pedro Cieza de León, 1553.

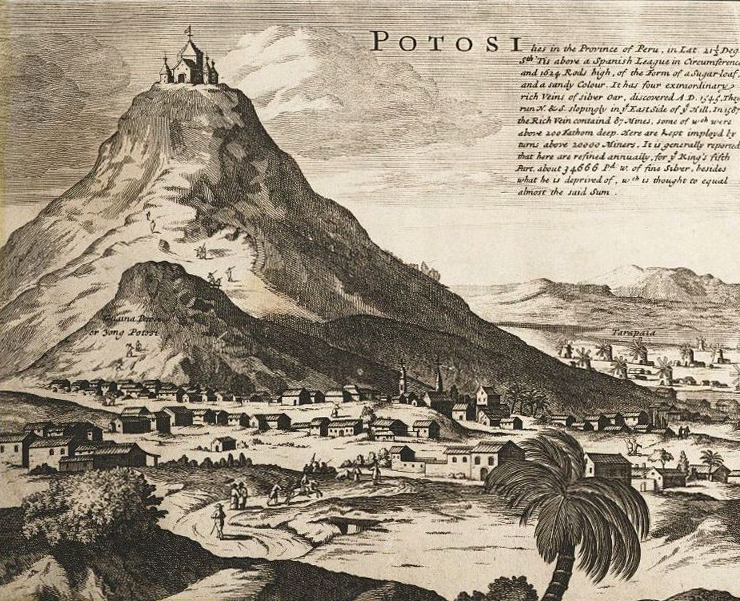
Cerro Rico de Potosí (1715). Grabado de B. Lens.

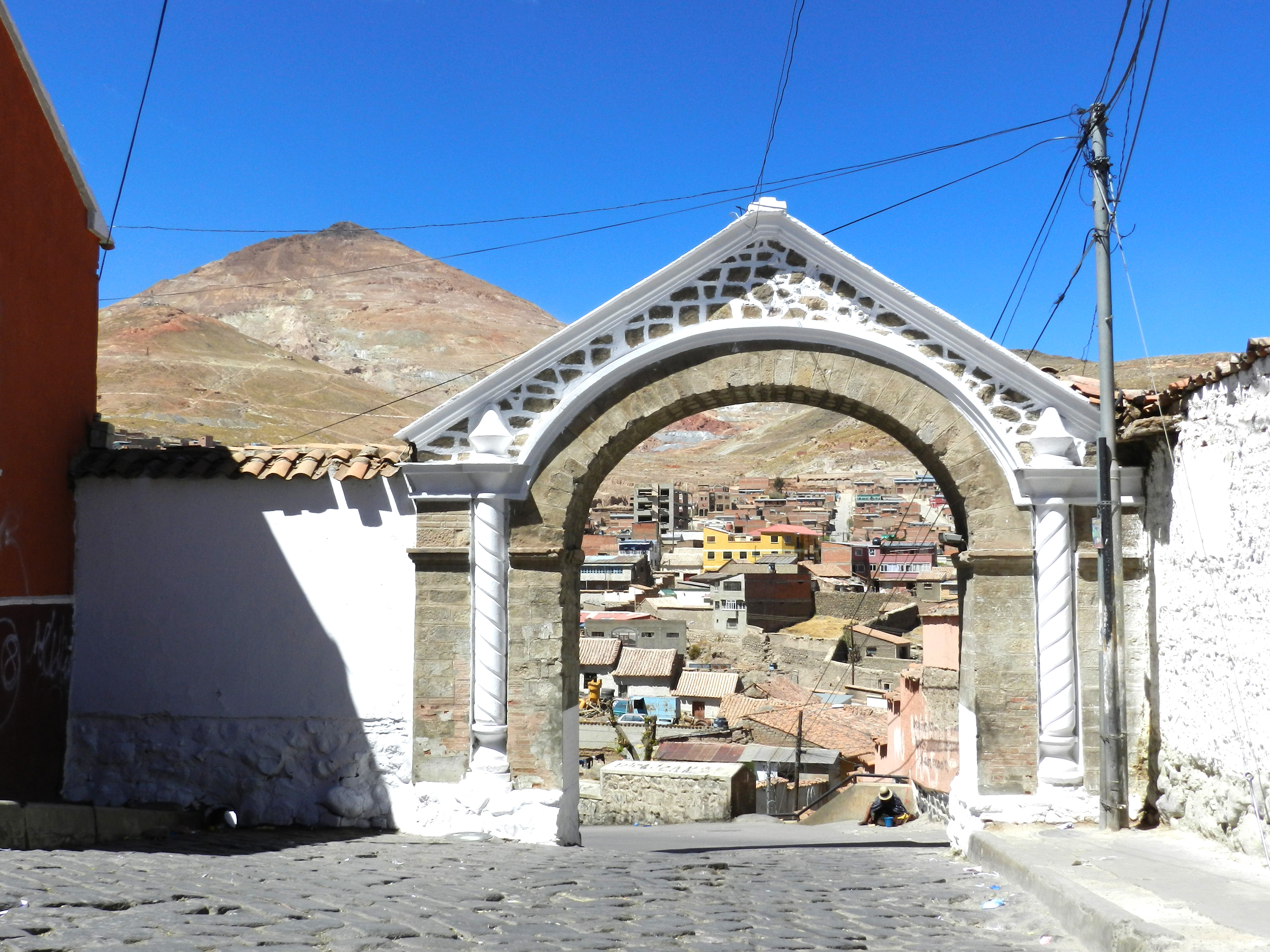
El Arco de Cobija.

Así lo hicieron, y habiendo traído sus instrumentos de pedernal y madera fuerte subieron al Cerro Rico; y después de haber tanteado sus vetas, estando para comenzar a abrir sus venas, se oyó un espantoso estruendo que hizo estremecer todo el Cerro y tras esto fue oída una voz que dijo: «No saquéis la plata de este Cerro, porque es para otros dueños». Asombrados los indios de oír estas razones desistieron del intento, volviéronse a Porco [y] dijeron al rey lo que había sucedido; refiriendo el caso en su idioma, al llegar a la palabra del estruendo dijeron «Potojsi» que quiere decir dio un gran estruendo, y de aquí se derivó después (corrompiendo una letra) el nombre de Potosí.
Asombrados los indios, desistieron de su intento, fueron a Colque Porco o Porco, relataron al Inca lo que había sucedido en su idioma, y al llegar a la palabra estruendo, dijeron Potojsi, que quiere decir, «dio un gran estruendo», y a partir de ahí se lo llamó al cerro, Orcko Potojsi (Cerro que brota plata), aunque otros autores afirman que Potojsi o Potojchi significa «Brotador de plata».
Chacón Torres, afirma que esta palabra no parece tener origen quechua sino aymará, ya que como acertadamente se anota, el fonema pótoj en quechua no alude a estruendo y en aymará sí, la historia de la enigmática montaña, comenzaría con los aymaras, antes de la dominación incaica. Hoy en día se piensa que como Pótoj, en quechua no quiere decir estruendo, la versión de Garcilaso de la Vega (1609) tendría un sólido fundamento, pues este cronista afirmó que Potojsi, en la lengua general del Perú no significa nada, siendo solamente el nombre propio del Cerro. Por su parte Cieza de León cuando visitó la ciudad en 1549, manifiesta que «los indios llaman Potosí a los Cerros y cosas altas, quedándosele por nombre Potosí, porque los indios dicen así a los cerros y cosas altas». Como el conocimiento de Cieza se remonta a los primeros años de Potosí, su descripción del Asiento minero es especialmente valiosa.
Los pobladores a partir de este acontecimiento, por cierto insólito, crearon en las faldas del cerro una huaca, donde ellos ofrendaban a la Pachamama.
Ocaña (1606) en su descripción, testimonia que los indios más antiguos afirmaban que el cerro de Potosí había sido descubierto por el Inca, pero que no quería explotar ni tocar, «porque le tenía ofrecido y consagrado al sol, y como cosa de los dioses no queda tocar en tanta riqueza». Otro cronista que se refiere a la devoción que tenían los naturales cercanos al cerro, es el padre José de Arriaga (siglo XVI) que dice: «en el camino real están dos cerros a que los indios desde tiempos inmemoriales han tenido extraña devoción acudiendo allí a hacer sus ofrendas y sacrificios…».
Se tiene evidencia que, ya en la organización del sistema colonial y veintisiete años después de la revelación del Cerro Rico, el indio Huallpa (su descubridor) da a conocer ante el virrey Toledo, la existencia del adoratorio que hubo en las faldas del cerro y, lo más interesante, la injerencia permanente de los Caracaras en su custodio. Dice con respecto a las huacas: «Allí hallaron ser adoratorio de los indios comarcanos y haber algunas cosas ofrecidas de poca importancia a la guaca que allí estaba lo cual todo cogió este dicho don Diego Huallpa, y lo cargó en su compañero...». La huaca estaba relacionada con todos los demás elementos básicos de la religión inca, siendo especialmente claros sus lazos con el culto de los antepasados.
La población de Cantumarca en la época incaica fuera de ser un centro de actividad comercial era el guardián del Sumac Orcko y de la huaca que vigilaba desde la cumbre, población desaparecida en los primeros años de la explotación minera. Es difícil conocer con exactitud la razón por la cual los pobladores de la región ocultaron la riqueza del Cerro a los propios incas, que ni siquiera revelaron el secreto al Inca Huayna Capac, cuando este visitó la laguna de Tarapaya y Cantumarca.

#### Sierra de la Plata y el Rey Blanco
Se debe tomar muy en cuenta, que Luis Ramírez y Sebastián Caboto fueron dos fuentes confiables de información con los cuales la noticia de la sierra de plata y el rey blanco se expandió y continuó hasta el año 1534.
Una hermosa leyenda indígena afirma que existía una sierra de plata gobernada por el rey blanco, de esa manera recopiló Luis Ramírez (tripulante de la armada de Sebastián Caboto) en una carta dirigida a su padre el 10 de julio de 1528 desde el río de La Plata.  Ramírez dio cuenta a su padre de los sucesos del viaje.  La carta tiene el mérito de estar escrita por quien debió presenciar muchos de los acontecimientos, que refiere durante su viaje a lado de Caboto:

[…]le pregunto si tenian alguna muestra de aquel oro y plata que decían n`otro metal que decian, los quales dijeron quellos quedaron alli siete hombres de su armada sin otros que por otra parte se havian apartado, y que destos ellos dos solos havian quedado alli estantes en la tierra; y los demas vista la gran riqueza de la tierra, é como junto á la dicha sierra avia un Rey blanco que traia buenos vestidos como nosotros, se determinaron de ir allá, por ver lo que era, los quales fueron y le embiaron cartas; y que aun no habian llegado á las minas, mas, habian tenido platica con unos Yndios comarcanos á la sierra é que traian en las cabezas unas coronas de plata é unas planchas de oro colgadas de los pescuezos é orejas, é ceñidas por cintos […].

Juan Díaz de Solís en 1516 tuvo conocimiento, por boca de náufragos de una expedición española anterior, de la existencia de grandes yacimientos de oro y plata. Caboto continuó hasta la boca del Río de la Plata y lo exploró hacia el interior.
Las extraordinarias riquezas traídas desde México y Perú provocaron en España un gran interés por la conquista. Pedro de Mendoza, un noble español que había oído hablar de una Sierra de Plata cerca del río descubierto por Solís en 1516, firmó una capitulación con el rey Carlos I.
Los guaraníes realizaron grandes emigraciones hacia las tierras incaicas del Perú con ánimo de conquista, pero fueron expulsados. Algunos, en su regreso, se establecieron en el gran Chaco y en las tierras paraguayas. Ya en las costas del Brasil, se encargaron de divulgar la fama de la Sierra de la Plata, de las ricas minas de Charcas. La noticia era cierta, pero deformada por el reflejo incaico, y mal calculada en su distancia del cerro Saigpurum, luego descubierto y llamado Potosí por los españoles.
Uno de los exploradores que habla sobre la sierra de plata y el rey blanco por primera vez es, Luis Ramírez en 1528 (Tripulante de la armada de Sebastián Caboto). Escribió el 10 de julio de 1528 a sus padres una extensa «Relación de viaje» que despachó a España desde San Salvador, en busca de ayuda. Manifestándose de la siguiente manera:

Esta es gente muy ligera; mantiénense de la caza que matan y en matándola, cualquiera que sea, la beben la sangre, porque su prinçipal mantenimiento es, a causa de ser la tierra muy falta de agua. Esta generación nos dio muy buena relación de la sierra y del Rey Blanco, y de otras muchas generaçiones disformes de nuestra naturaleza, lo cual no escribo por parecer cosa de fábula, hasta que placiendo a Dios Nuestro Señor, lo cuente yo como cosa de vista y no de oídas.

Sierra de la Plata (‘montaña llena de metal plata’), fue una legendaria idea de tesoros de plata que se creía estaba en el interior de Sudamérica. La leyenda se alimentaba por el uso de objetos en plata que veían en los pueblos originarios de la región. La leyenda estaba asociada con la del Rey Blanco. Lo más cerca al mito es el famoso Cerro Rico de Potosí en Bolivia.
En el siglo XVI, el estuario de los ríos Uruguay y Paraná era nombrado por los españoles y portugueses como Río de la Plata, el de la era debido a que se creía que remontando el curso llegarían a la Sierra de la Plata. Fue así que tuvo su inicio la exploración y colonización de la Cuenca del Plata de la mano de don Pedro de Mendoza y otros adelantados.
La República Argentina tomó su nombre del vocablo latino para plata: argentum.
Actualmente se considera que la leyenda de la Sierra de la Plata tuvo su origen en el Cerro Rico de Potosí (Bolivia) y que el Rey Blanco habría sido el Inca Huayna Cápac. Cuando a comienzos del siglo XVI Alejo García recorrió la región y descubrió las riquezas de aquellas tierras, los españoles apenas comenzaban la colonización de las costas panameñas y colombianas y los portugueses recién iniciaban la ocupación de la actual costa brasileña. Ninguna de las dos coronas sabía de la existencia del rico Imperio Inca, que recién sería encontrado o "descubierto" para los europeos en 1528 por Francisco Pizarro, quien recorrió toda la costa del Pacífico desde Panamá hasta Tumbes (Perú). La conquista del Imperio inca se produjo entre los años 1532 y 1533 y a partir de allí se acentuaron las desavenencias entre Francisco Pizarro y Diego de Almagro, los dos españoles que habían encabezado aquella campaña. El rey Carlos I intento solucionar el conflicto dividiendo el territorio sudamericano en diversas gobernaciones, la primera de ellas, al mando de Francisco Pizarro se denominó Nueva Castilla y abarcaba desde el río Santiago (Ecuador) hasta Pisco (Perú), la segunda gobernación, entregada a Diego de Almagro, se llamaba Nueva Toledo y su jurisdicción iba desde Pisco hasta Taltal (Chile). Desde allí, unas doscientas leguas hacia el sur se extendía la gobernación de Nueva Andalucía, al mando de Pedro de Mendoza.

#### Expedición al río de la Plata
Según la versión oficial la primera expedición que llegó al río de la Plata fue la de Juan Díaz de Solís en enero en 1516, que desembarcó en las costas de Uruguay. Luego de esta instalación, Solís es atacado y muerto por los indios de la zona. Fue devorado por antropófagos según cuentan cronistas. Sobrevivió al ataque el grumete Francisco del Puerto quien fue tomado como prisionero. La tripulación de Solís que aguardaba en la flota en mar abierto intentó regresar a España cuando se enteraron de la masacre pero naufragaron en el golfo de Santa Catalina, lugar donde eran frecuentes las tempestades.
Algunos de los sobrevivientes del naufragio fueron recibidos por los guaraníes estableciéndose en Los Patos, Alejo García entre ellos. Permanecieron en ese lugar durante varios años aprendiendo la lengua y las costumbres locales. Además escuchaban las profecías milenaristas de los chamanes indígenas que hablaban de la existencia de una Tierra sin Mal, que los pobladores debían alcanzar para librarse de la muerte y de otro tipo de sufrimiento, se hallaba en el imperio Inca que los españoles recién descubrieron en 1532 y se mezclaba con el reino del Rey Blanco donde se ubicaba la sierra del Plata. García con el deseo de descubrir esa comarca reclutó un ejército de indios y los condujo más allá de las Cataratas del Iguazú y el río Paraguay, pasando los límites del Chaco. Encontraron un depósito de objetos de oro y plata. Al regresar, muere García en una escaramuza, los sobrevivientes llegaron a la costa de Santa Catalina en 1526 donde encontraron a dos compañeros de García a quienes les narraron los descubrimientos y le mostraron el botín que anunciaba las riquezas de la zona.
El relato con el descubrimiento de García llegó a la costa del Brasil llegando a los oídos del navegante veneciano Sebastián Caboto.
(Llegados a Pernambuco, se detienen varios días, entablando Caboto largas y secretas conversaciones con los jefes de la factoría portuguesa allí instalada. Poco a poco va apareciendo el resultado. Allí, Caboto enteróse de que el río de Solís ―al que algunos ya llamaban Río de la Plata―, conducía a regiones pródigas en riquezas, dominadas por el legendario rey Blanco), en ese momento en ruta hacia las Molucas, fondeada en Pernambuco. Al oír las aventuras de García cambia su proyecto y decide dirigirse a la comarca de las riquezas. Ancló en el cabo de Santa María (actualmente Punta del Este) donde hizo construir una embarcación que pudiera navegar el Mar Dulce. Recibió la visita del ahora experto en lengua guaraní y conocedor de la región, Francisco del Puerto quien se ofrece a conducirlos.
Cuatro años más tarde, la flota de Hernando de Magallanes costea el litoral de la actual provincia de Buenos Aires y descubre el estrecho de Todos los Santos el 21 de octubre de 1520. Pero recién, en junio de 1527, Sebastián Caboto, se interna en el Río Paraná y funda el Fuerte Sancti Spiritu; luego regresa en 1530 a España, llevando consigo la leyenda de «La sierra de Plata y las tierras del Rey Blanco». Esta leyenda fue la que indujo a Carlos I a financiar la expedición ultramarina de Pedro de Mendoza en 1536.
Antes que Solís arribaron Vicente Yáñez Pinzón y Américo Vespucio y el propio Solís hizo un arribo previo a esta zona en 1512 dándole el nombre de Mar Dulce a la zona creyendo que comunicaba con el Pacífico que en 1513 descubrió Balboa.
El 22 de agosto de 1534, Pedro de Mendoza fue nombrado el primer adelantado, gobernador y capitán general, por decreto del rey Carlos I de España. Mendoza había ocupado cargos en la corte real de Carlos I y participó en varias campañas militares en Italia y Alemania, participando del Saco de Roma el 6 de mayo de 1527. A pesar de sufrir el «mal de Nápoles» (sífilis), partió el 24 de agosto de 1535 desde Sanlúcar de Barrameda, con el encargo de fundar al menos cuatro ciudades. Su expedición estaba integrada por más de mil doscientos hombres trasladados por catorce navíos, además de caballos y vacas que al escapar y reproducirse formaron las primeras manadas, alcanzando para la llegada de Juan de Garay, miles de animales. Los hombres fueron fáciles de reclutar puesto que Hernando Pizarro había exhibido en Sevilla el oro de los Incas que trajo del Perú, además Carlos V autorizó a trasladar doscientos esclavos provenientes de la isla de Cabo Verde o de la costa de Guinea para poblar la región. Los conquistadores Hernando de Jerez y Juan Núñez recibieron idéntica autorización.
En total había 2500 españoles y 150 extranjeros ―portugueses, alemanes, flamencos y neerlandeses― que se embarcan en un navío arrendado por Sebastián Neithard y Jacobo Welser, miembro de una familia de banqueros de Augsburgo. Entre los viajeros había una veintena de nobles con título, dos o tres caballeros de una orden militar y algunos capitanes de los tercios de Italia, hijos de familias nobles y algunas mujeres, María Dávila, amante de Mendoza, Catalina Pérez, se embarcó en Tenerife, Elvira Pineda, Mari Sánchez y Catalina Vadillo. Además de catorce monjes jerónimos y religiosos de la orden de la Merced, un médico, Hernando de Zamora y el hermano de Teresa de Ávila, Rodrigo de Cepeda que perdiera la vida poco después en el Paraguay.
Esta cifra de pasajeros no está confirmada por todos los historiadores, unos hablan de 1500 pasajeros y que una cierta cantidad de nobles acompañaron a Mendoza: 20 hidalgos, 4 alemanes, 4 ingleses, 5 franceses, 4 italianos y 33 portugueses.

### Nacimiento
Se conoce que Potosí nació como «asiento minero» sin un plan preestablecido, en un paraje de accidentada topografía; el fin, la explotación de los recursos naturales o yacimientos argentíferos del Cerro Rico. Potosí se dice erróneamente que fue fundada el 1 de abril de 1545 por un pequeño grupo de españoles encabezados por Juan de Villarroel, ya que lo que ocurrió en verdad en aquella fecha fue el inicio de la explotación masiva del Cerro Rico. Es por tanto importante recalcar que Potosí no se fundó, como otras ciudades de la Real Audiencia de Charcas, levantando un acta y con trazado regular, sino que nació por el desordenado agrupamiento de viviendas de los mineros que acudían al cerro. Actualmente la fecha se conoce como el "nacimiento de Potosí", y no así como su fundación. Con respecto a la fecha indicada, ésta fue asumida debido al supuesto hallazgo del acta de posesión del Cerro Rico, sin embargo tal documento no aparece en ninguna de las crónicas coloniales consultadas, como afirma el historiador Mario Chacón Torres.
Por el mes de septiembre de 1545, había en Potosí más de 170 españoles y 3000 indios. Un año después estaban edificadas 94 casas, para las cuales se les había señalado sitio en los parajes más secos «y así en espacio de 18 meses se hicieron más de 2 500 casas para más de 14 000 personas que entre españoles e indios había».
Todos creyeron que sus riquezas, como las de otras minas, no fuesen permanentes, en menos de un quinquenio Potosí había crecido excesivamente, casi inmediatamente los pobladores pidieron a la corona convertirla en villa.
Reinaba por entonces Carlos I de España más conocido como Carlos V de Alemania. Siendo Emperador de Alemania, en 1516 al morir su abuelo Fernando el Católico adquirió el trono de España, su madre Juana de Castilla o «Juana la Loca» como así se la conocía, fue excluida de la sucesión por demencia.

### Leyendas fundacionales

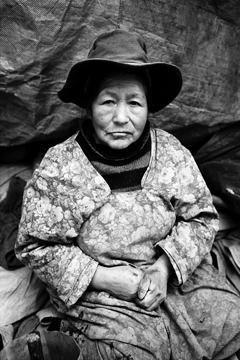
Viuda de las minas, Potosí 2004 (foto: Manuel Rivera-Ortiz).

La historia de Potosí no había nacido con los españoles. Tiempo antes de la Conquista, el inca Huayna Cápac había oído hablar a sus vasallos del Sumaj Orcko, el cerro hermoso, y por fin pudo verlo cuando se hizo llevar, enfermo, a las termas de Tarapaya. Desde las chozas pajizas del pueblo de Cantumarca, los ojos del inca contemplaron por primera vez aquel cono perfecto que se alzaba, por entre las altas cumbres de las serranías. Las infinitas tonalidades rojizas, la forma esbelta y el tamaño gigantesco del cerro siguieron siendo motivo de admiración y asombro en los tiempos siguientes. Pero el inca había sospechado que en sus entrañas debía albergar piedras preciosas y ricos metales, y había querido sumar nuevos adornos al Templo del Sol en el Cusco.
El oro y la plata que los incas arrancaban de las minas de Colque Porco y Andacaba no salían de los límites del reino: No servían para comerciar sino para adorar a los dioses. Cuando los mineros indígenas clavaron sus pedernales en los filones de plata del cerro hermoso, una voz cavernosa los derribó. Era una voz fuerte como el trueno, que salía de las profundidades de aquellas brañas y decía, en quechua: «No es para ustedes, Dios reserva estas riquezas para los que venían del más allá». Los indios huyeron despavoridos y el inca abandonó el cerro. Antes, le cambió el nombre. El cerro pasó a llamarse Potojsi, que significa: «Truena, revienta, hace explosión». La historia inicial de la ciudad es una mezcla intrincada de hechos fantásticos como verídicos.
En 1545, el indio Huallpa corría tras las huellas de una llama fugitiva y se vio obligado a pasar la noche en el cerro. Para no morir de frío, hizo fuego. La fogata alumbró una hebra blanca y brillante. Era plata pura. Se desencadenó la avalancha española. El cerro, aparentemente, era tan rico en vetas de plata que la misma se encontraba a flor de tierra. El 1 de abril de aquel año, un grupo de españoles encabezados por el capitán Juan de Villarroel tomaron posesión del Cerro Rico, tras confirmar el hallazgo del pastor, e inmediatamente establecieron un poblado.
Según otra versión, los incas ya conocían la existencia de plata en el cerro, pero cuando el emperador inca intentó comenzar su explotación, fue expulsado mediante una estruendosa explosión (de donde deriva el nombre del lugar, «¡P'utuqsi!»), prohibiéndole extraer la plata, que estaba reservada «para los que vinieran después». Los historiadores ven en esta variante una deliberada influencia de los españoles en la leyenda, para legitimar sus labores en el cerro.
Lo cierto es que para 1560, tan solo quince años después de su nacimiento, su población ya era de unos 50 000 habitantes, un quinto de ellos españoles.
Inicialmente se constituyó como un asiento minero dependiente de la ciudad de La Plata (hoy Sucre) pero, tras una larga lucha por conseguir su autonomía, adquirió el rango de ciudad el 21 de noviembre de 1561 mediante una capitulación expedida por el entonces virrey del Perú Diego López de Zúñiga y Velasco, conde de Nieva. En 1573, un censo del virrey Francisco de Toledo dio 120 000 almas y el de 1611, 114 000 (65 000 indios y 35 000 blancos).
Mediante esa capitulación, la ciudad recibió el nombre de Villa Imperial de Potosí y adquirió el derecho a elegir a sus autoridades: «Queremos por hazer bien e merced al dho asiento de Potosi que sea villa e se llame e nombre la Villa Ymperial de Potossi exentándola y eximiéndola de la jurisdicción de la Ciudad de la Plata».
La inmensa riqueza del Cerro Rico y la intensa explotación a la que lo sometieron los españoles hicieron que la ciudad creciera de manera asombrosa. En 1625 tenía ya una población de 160 000 habitantes, por encima de Sevilla. Su riqueza fue tan grande que en su monumental obra Don Quijote de la Mancha, Miguel de Cervantes menciona las minas de Potosí. También se acuñó el dicho español vale un Potosí, que significa que algo vale una fortuna.

Si yo te hubiera de pagar, Sancho ―respondió don Quijote―, conforme lo que merece la grandeza y calidad deste remedio, el tesoro de Venecia, las minas del Potosí fueran poco para pagarte; toma tú el tiento a lo que llevas mío, y pon el precio a cada azote.
Miguel de Cervantes Saavedra, Don Quijote de la Mancha

### Opulencia y exclusión
Los españoles que vivían en la ciudad disfrutaban de un lujo increíble. A comienzos del siglo XVII Potosí ya contaba con treinta y seis iglesias espléndidamente ornamentadas, otras tantas casas de juego y catorce escuelas de baile. Había salones de bailes, teatros y tablados para las fiestas que lucían riquísimos tapices, cortinajes, blasones y obras de orfebrería. De los balcones de las casas colgaban damascos coloridos y lamas de oro y plata. En 1547 a los 18 meses de la fundación ya contaba con 2500 viviendas para 14 000 habitantes, alcanzando los 150 000 habitantes en 1611 y los 160 000 en 1650.
En 1579 ya había en Potosí ochocientos tahúres profesionales y ciento veinte prostitutas célebres, a cuyos resplandecientes salones concurrían los mineros ricos. En 1608 se festejaba las fiestas del santísimo sacramento con seis días de comedias y seis noches de máscaras, ocho días de toro y tres de saraos, dos de torneos y otros de fiesta. De plata eran los altares de las iglesias y las alas de los querubines en las procesiones. En las casas de los mineros más potentados circulaban todo tipo de perfumes, joyas, porcelanas y objetos suntuosos, y se dice que hasta las herraduras de los caballos eran de plata.
Pero la población indígena, en tanto, sufría explotación. Decenas de miles de indígenas fueron sometidos a la mita, un sistema de esclavitud que ya era habitual en el período incaico, pero cuyo uso intensificaron los españoles, y creció aún más a instancias del virrey Francisco de Toledo, ante la falta de mano de obra para la minería. A los mitayos (como se llamaba a los indios sometidos a la mita) se les hacía trabajar hasta 16 horas diarias, cavando túneles, extrayendo el metal manualmente o a pico, etc. Eran muy frecuentes los derrumbes y otros accidentes, que ocasionaban la muerte de cientos de trabajadores. Las rebeliones eran ahogadas a sangre y fuego. Es probable que hasta 15 000 indígenas hayan muerto en la explotación de la plata, entre 1545 y 1625. Con el agotamiento de trabajadores indígenas, colonizadores pidieron al rey permiso para importar desde 1500 a 2000 esclavos africanos por año. Recibieron permiso, y durante el periodo colonial se importaron aproximadamente 30 000 esclavos para trabajar en las minas de la ciudad, compartiendo en parte la suerte de muchos indígenas.
La producción de plata llegó a su punto máximo alrededor del año 1650 (160 000 habitantes), momento en el cual las vetas empezaron a agotarse, y Potosí entró en un camino cuesta abajo del que no pudo recuperarse jamás. En 1719, una epidemia de tifoidea mató a cerca de 22 000 personas, y otras tantas abandonaron la ciudad. Para 1750 la población se redujo a 70 000 habitantes y la ciudad ya había caído en bancarrota. Treinta años después, cayó a 35 000 residentes. Desde 1776 Potosí, como toda Charcas (la actual Bolivia), pasó a formar parte del Virreinato del Río de la Plata, por lo que la plata dejó de embarcarse a España por el puerto de Arica que quedqba en el Virreinato del Perú y empezó a hacerlo por el de Buenos Aires, a 55 días a caballo de distancia. Desde Arica la plata también se envió a China a través de los Galeones de Manila que partian desde Acapulco en México, a donde se transportaba la plata de Potosí. Al comenzar el periodo independiente (1825), la población había descendido a tan solo 9000 habitantes.
Lo que salvó a Potosí de convertirse en un pueblo fantasma fue la producción de estaño, un metal al que los españoles nunca le dieron importancia. La explotación se inició durante la primera mitad del siglo XIX. Pero a principios del siglo XX, la sobreproducción hizo que los precios internacionales cayeran, por lo que Potosí volvió a hundirse en la pobreza. En la actualidad, las iglesias de estilo barroco y las elegantes mansiones, hoy convertidas en museos, se mantienen como un vivo recuerdo de la época española.

### Primer cronista en Potosí
Uno de los primeros cronistas que pasó por Potosí fue Ulrico Schmidl (viajero y cronista alemán). Expedicionario con Pedro de Mendoza, partió de Amberes y llegó a Cádiz el 1° de septiembre de 1534. Asistió a la población del puerto de Nuestra Señora del Buen Aire (Buenos Aires), también contra los ataques de las tribus nativas en 1536.
Estuvo por Potosí en 1548, junto a Ñuflo de Chaves, Miguel de Rutia, Pedro de Oñate y Rui García. En su libro Viaje al Río de la Plata publicado en Frankfurt hacia 1567, en el Cap. XLVIII. «De los machkaisíes y llegada al Perú», testimonia de la visita que hizo a Potosí, denominándole en su idioma "Poduesies", y dice lo siguiente:
Después de lo cual nuestro capitán envió al Perú, al gubernator (gobernador), 4 mensajeros, y uno capitán llamado Nufflo de Schaifess (Ñuflo de Chaves), el otro Unngate (Pedro de Oñate), el tercero Michel Pude (Miguel de Rutia), el cuarto Abai de Korthua (Rui García). Estos 4 compañeros llegaron al Perú en mes y medio, y primero a una ciudad llamada Poduesies (Potosí), en seguida a otra llamada Kuesken (Cusco) la tercera Bille de le Platte (Chuquisaca) y la cuarta capital llamada Lieme (Lima); estas 4 son las más principales ciudades y más ricas del Perú.
Allá cuando estos 4 mensajeros llegaron a la primera ciudad Poduesis (Potosí) en el Perú, allí se quedaron los 2 llamados Michel Puedt (Miguel de Rutia) y Abaie por causa de debilidad, porque se habían enfermado en el viaje; y los otros dos Nueffle (Chaves) y Ungenade (Oñate) siguieron viaje por la posta y llegaron a Lieme (Lima) a lo del gubernator (gobernador); los recibió pues muy bien y les tomó relación de todo, de como se habían arreglado las cosas en la tierra del Río de le Platta, y mandó después que los alojasen bien y los tratasen lo mejor posible, también les regaló a cada uno 2000 ducados. Después de esto el gubernator encargó a Nueffle Schaifies (Ñuflo de Chaves) que le escribiese a su capitán, para que se estuviese él con su gente allá entre los marckkaysies hasta nueva orden, pero que no les tomase nada ni hiciese mal, no siendo cosa de comer que hubiese allí; porque nosotros sabíamos muy bien que había rescates de plata entre ellos; pero como eran súbditos y vasallos de un español no nos atrevíamos a perjudicarlos.

### La Capitulación de 1561
A cuatro años del establecimiento del asiento minero se notaba la falta de abastecimiento de víveres y materiales para la explotación, transcurría el año de 1549, cuando la demanda hizo subir los precios en forma desmedida, en un área que llegaba hasta el Cusco. Así en 1561, el vecindario dio poderes amplios y envió a Francisco de la Serna a Lima para obtener del Virrey la exención de Potosí de la jurisdicción de La Plata, ofreciendo, en cambio, la entrega de una cantidad de dinero a la Hacienda.
El 7 de noviembre de ese año, el virrey Diego López de Zúñiga y Velasco, conde de Nieva, los comisarios del Concejo de S.M., licenciado Birbiesca de Muñatones y Diego de Vargas Carvajal Ortega de Melgosa, y los oidores Bravo de Saravia, Gonzales y de Cuenca y Pedro Mercado de Peñaloza acuerdan firmar con Francisco de la Serna, la Capitulación. El 21 de noviembre se adopta los términos decisivos y fundamentales iniciando con el encabezamiento: «Primeramente queremos por hazer bien e merced al dho asiento de Potosí que sea villa e se llame e nombre la villa ymperial de potossi exentándola y eximiéndola de la jurisdicción de la ciudad de la plata».
Términos de la capitulación
Los términos y cláusulas de la Capitulación de 1561 fueron:
a) El asiento de Potosí se ha de nombrar en adelante Villa Imperial de Potosí, ha de estar exenta de la jurisdicción de la ciudad de La Plata y ha de tener sus propios términos;
b) Cada año ha de tener dos alcaldes ordinarios con jurisdicción civil y criminal, los cuales han de ser elegidos por el cabildo;
c) Cada año ha de haber seis regidores electos por el cabildo anterior, y esto ha de durar por espacio de 35 años contados desde 1° de enero de 1562, y cumplidos los 35 años los regidores han de ser de real nombramiento;
d) El mismo cabildo ha de proveer la alcaldía de minas en uno de sus alcaldes ordinarios;
e) El cabildo ha de arrendar y proveer los derechos de la pregonería como pertenecientes a los propios de la Villa;
f) La correduría de lonja ha de pertenecer también a los propios;
g) También la fiel ejecutoría;
h) Asimismo dos escribanos del número.
En el mismo año de 1561 fue nombrado don Juan Cortez para el corregimiento de la Villa, con el título de Corregidor de Potosí y de la ciudad de La Plata, fijándose aquí de asiento principal de su residencia.

### Arribo del virrey Toledo a Potosí
La historia monetaria potosina se inicia un período revolucionario con la llegada de don Francisco de Toledo (1572). Se abre un nuevo episodio en la historia de Potosí que supuso en la práctica el aumento de la producción de la plata e inicio de la transformación de la plata en moneda, cuya trascendencia y efectos han repercutido (de acuerdo a la información suministrada por la numerosa documentación encontrada) que después de 30 años aproximadamente había llevado a esta región a una estabilidad interna del reino nunca antes vista, que sin duda colocaba al gobierno en una posición de predominio.
“El Visorrey don Francisco de Toledo llega a Potosí y de allí a la ciudad de La Plata” según manifiesta Fray Reginaldo de Lizárraga. En Potosí se le hizo gran recibimiento como en otras poblaciones a su paso, solo permaneció de 3 a 4 meses.
Según Arzans, Toledo llegó a Potosí por el mes de noviembre de este año de 1572, donde se hizo gran recibimiento alegrando y aplaudiendo su visita con 15 días de costísimas fiestas”.
Este pasaje histórico es confirmado por G. Mendoza en la Historia de Arzáns, quien manifiesta en sus notas que el 29 de agosto de 1572 el cabildo de Potosí había tomado los recaudos necesarios para el recibimiento del virrey Toledo, 
Por su parte, el mismísimo virrey Toledo, en una misiva a Felipe II de fecha 20 de marzo de 1573 desde Potosí, confirma que hace más de tres meses que llegó a estas tierras.
En un documento oficial de Toledo a Felipe II de fecha 24 de septiembre de 1572 desde Cusco, se conoce que el 1 de octubre de 1572 partiría con destino a la Villa Imperial de Potosí suspendiendo para el retorno las visitas programadas a la ciudad de La Paz y a las provincias de Chucuito y Arequipa. 
Pues, se concluye que el virrey Toledo decidió llegar a la Villa Imperial de Potosí antes del 29 de agosto de 1572, en vista de que el cabildo de Potosí empezó a tomar todos los recaudos necesarios para su bienvenida. Según el testimonio de Lizárraga, primero llegó a Potosí antes de ir a La Plata.
Desde Cusco, el 24 de septiembre de 1572 oficializaba que el 1 de octubre de 1572 partiría con destino a la Villa Imperial de Potosí. Finalmente llegando a la Villa Imperial de Potosí, el 23 de noviembre de 1572, donde se le hizo un gran recibimiento alegrando y aplaudiendo su venida con quince días de costosisimas fiestas, pues por manifestar su grandeza de Potosí, no escatimó gasto alguno. De esta manera, Potosí se convierte en el escenario para acabar con el uso de la plata corriente e iniciar con la plata ensayada y marcada, donde giraría la economía de todo el virreinato.

### Alzamiento de Ibáñez
Alonso Yáñez, popularmente conocido como Alonso de Ibáñez, fue un mozo criollo nacido en el pueblo de Tarapaya, que junto con Jorge Moreno, Antonio Zapata y Gonzalo de Mena, y otros conjurados, se rebelaron en contra de las autoridades españolas en 1617, aunque otras fuentes dicen que fue en 1612. Luego de estudiar en la Universidad de Salamanca, Ibáñez volvió a su tierra natal, donde se dio cuenta de la situación y se enroló en el bando de los vicuñas, formando un ejército que dio dura batalla a los vascongados y proclamó la libertad. Alarmado el virrey del Perú por el rumbo que iba tomando esta contienda, envió a Rafael Ortiz de Sotomayor como gobernador de Potosí para poner fin a la lucha que sostenían vicuñas y vascongados. Los sublevados fueron derrotados en el combate de Cebadillas el 15 de mayo de 1617, para luego ser condenados a muerte y ejecutados el mismo día.

### Guerra de la independencia
El año 1810, la Villa Imperial de Potosí ya había dado muestras de su firme decisión de luchar por su independencia. Este año, Potosí ingresó a una vida agitada, donde participaron líderes que constantemente se daban a la tarea de preparar el ambiente patriota para el momento propicio y oportuno en hacer estallar la revolución libertaria. Instituciones coloniales, como las Cajas Reales y la Casa Real de Moneda, fueron testigos de todos los acontecimientos ocurridos durante este año a través de la documentación generada por la administración de los recursos económicos de la corona española.
Potosí tuvo un papel protagonista, durante la época virreinal, en diversos campos como el arte, política, letras, comercio y minería. La ciudad ha sido por esto un centro principal de actividades, incluso, muchos de los acontecimientos independentistas se dieron en territorio potosino, en el marco de la guerra de la Independencia de Bolivia, conocida en ese entonces como Alto Perú.
La coyuntura del gobierno español, inmerso en las guerras napoleónicas en 1808, y los acontecimientos ocurridos en 1809 en La Plata y La Paz, representaron un fuerte estímulo para que el pueblo potosino se levante buscando su emancipación, sosteniendo una guerra que duró quince años para alcanzar su independencia, iniciada el 10 de noviembre de 1810 y finalizada el 1.º de abril de 1825.
Para comprender bien el proceso histórico emancipador, es fundamental conocer el contexto dentro del cual tuvo lugar todo lo acontecido. Corría el año de 1810, gobernaba entonces Potosí don Francisco de Paula Sanz, quien reemplazó a D. Juan del Pino Manrique en 1788.
Al comenzar el año 1810, la Villa Imperial ya había dado muestras de su decisión de luchar por su soberanía, ese año, Potosí ingresó a una vida agitada, con la participación de líderes que fueron preparando el ambiente después de los movimientos emancipatorios del 25 de mayo y 16 de julio de 1809.

#### Revolución de Potosí
Los movimientos de emancipación se transmitieron con gran rapidez en todo el continente. En 1810, las Provincias Unidas del Río de la Plata enviaron al Ejército del Norte al territorio jurisdiccional de la Real Audiencia de Charcas (actual Bolivia) con el objeto de desalojar a los realistas fieles al Consejo de Regencia de España e Indias y al rey Fernando VII de España. El 27 de octubre de ese año se libró la Batalla de Cotagaita y el 7 de noviembre la batalla de Suipacha, donde el coronel Pedro Arraya (caudillo tupiceño-chicheño) y el Ejército del Norte comandado por Juan José Castelli vencieron al ejército realista. Tras esto, los potosinos se levantaron contra el gobierno español. El 10 de noviembre, tomaron la plaza e ingresaron al cabildo apresando al gobernador intendente Francisco de Paula Sanz. El pueblo, armado con espadas y macanas, superó a las fuerzas realistas que cubrían las cuatro esquinas de la plaza mayor e ingresó en el edificio de la Gobernación donde Paula Sanz, conminado a rendirse por el patriota Manuel Molina, pese a la inicial resistencia, fue derrotado. Se contentaron con poner al gobernador preso en su casa bajo guardia y a los tres días, después de un intento de fuga, lo trasladaron a la Casa de Moneda.
Acta del Cabildo de Potosí. 10 de Noviembre de 1810 El ilustre cabildo, justicia y regimiento de la imperial villa de Potosí, habiendo reasumido el día de hoy el gobierno é intendencia de esta villa, por la quietud pública, y verificación de los anhelos en que ha fluctuado todo este fidelísimo vecindario de unirse á las laudables intenciones de su capital y disposiciones de la Excma. Junta Provisional de ella, desde su justa instauración.
Con estos motivos logra hoy ya la libertad de poner en noticia de V. S. haber nombrado sus comisionados, á efecto de que le cercioren en persona de todo lo acaecido en el particular, anticipándoselo por medio de este pronto expreso; para que en su virtud tome las providencias, que sean de su superior agrado, consonantes á la felicidad de estos pueblos, y satisfactorio arribo á ellos de la ilustre persona de V. S., y dignos subalternos de su comando; espera este ilustre cuerpo exija V.S. todos los necesarios convenientes a su acomodada, y tranquila marcha, proveyendo todo lo que vea con venir.
Nuestro Señor guarde á V.S. muchos años. Potosí y noviembre 10 de 1810.- Juan Crisóstomo Fernández.- Dr. Casimiro Bravo de Bobadilla.- Joaquín de la Quintana.- Pedro de Arieta.- Pedro Antonio de Azcarate.- Agustín Amaller.- Pasqual de Bolívar.-
Depuestas las autoridades realistas, se organizó la Junta del Gobierno local, con Joaquín de la Quintana como gobernador interino y presidente del Cabildo. Vicente Nieto, José de Córdoba y Rojas y Paula Sanz quedaron detenidos en la Casa de Moneda durante un mes, días después llegó a Potosí Juan José Castelli como representante de las autoridades independentistas y el 14 de diciembre de 1810, en el Cuartel General de la ciudad, se juzgó y se condenó «a los referidos Sanz, Nieto y Córdoba, como reos de alta traición, usurpación y perturbación pública hasta con violencia y mano armada, a sufrir la pena de muerte». Al día siguiente, a las 10 de la mañana, fueron puestos de rodillas en el atrio de la Iglesia Matriz frente a la Plaza Mayor y fusilados.
Ese mismo mes los hicieron un donativo para las urgencias de la guerra que se estaba llevando a cabo: el Ilustre Cabildo recogió la suma de 7425 pesos 7½ rls. Entre los contribuyentes aparecen: Instituciones públicas y agremiados: Real Banco de San Carlos, Real Aduana, Gremio de Cocanis y Bayeteros, Administración de Correos, Casa de Moneda, Gremio de Matanceras y Gremio de Chicheras;
Personas particulares: Presbítero Eusebio Vásquez, Escribano José Guillermo Trujillo, D. José Santos Arias, D. Manuel Asencio Tapia, D. Pablo Rosas, D. Miguel Elizalde, D. Pedro Cano, D.D. José Antonio Reynalte, Cura Juan Manuel Grandidier, D. Domingo Marondo, D. Francisco Torres Drago, D. Manuel Luis de Eliden, Da. Patrona Machaca, D. Juan Gualberto Pacheco, D. Blas Villalba, D. Isidro Cuiza, el Cura Juan de la Cruz Fernández, entre otros.
Así quedó abierto el período de la guerra de los quince años en la intendencia de Potosí.

#### Primera expedición auxiliadora
El 25 de noviembre de 1810 entró en Potosí la división de vanguardia del ejército auxiliar del Alto Perú, comandada por Martín Miguel de Güemes y posteriormente le siguió el resto del ejército con Juan José Castelli, siendo recibidos en triunfo. Castelli, durante su gobierno en el Alto Perú, tomó medidas drásticas que le ganaron la enemistad de gran parte de las clases acomodadas, como fusilar el 15 de diciembre en Potosí a los realistas Vicente Nieto, Francisco de Paula Sanz, y al capitán de fragata José de Córdoba y Rojas, luego de que se negaran a jurar obediencia a la Junta de Buenos Aires, cumpliendo las órdenes del rioplatense Mariano Moreno en represalia por las ejecuciones de los líderes de la revolución de La Paz. Pese a los antecedentes de los condenados, la ejecución no fue bien vista en la ciudad de Potosí, pues muchos les restaban responsabilidad por las ejecuciones en La Paz y la centraban en José Manuel de Goyeneche. Las tropas de Castelli cometieron algunos atropellos contra la población de Potosí y se ganaron fama de irreligiosos, lo cual hizo mermar en la ciudad el entusiasmo por la revolución. En Potosí, Castelli tomó un empréstito denominado suscripción voluntaria que alcanzó los 10 000 pesos. Estos hechos causaron la pérdida de empatía de los potosinos con el ejército auxiliar, lo cual fue hábilmente utilizado por un grupo de sacerdotes realistas que desde el púlpito los acusaban de impíos y sacrílegos.
El ejército auxiliar continuó estacionado en Potosí hasta que el 9 de enero de 1811 comenzó a marchar hacia Oruro al mando de Juan José Viamonte. La pequeña guarnición porteña que había quedado en Potosí causó incidentes que comenzaron en febrero de aquel año.
El 20 de junio de 1811, Goyeneche ordenó atacar al ejército revolucionario, dando inicio a la batalla de Huaqui, donde los 5000 soldados patriotas y los indígenas que los reforzaban no pudieron con los 6500 realistas que lograron una decisiva victoria. A causa de la derrota patriota,  los restos desorganizados del Ejército del Norte retrocedieron en precipitada hacia Chuquisaca, y luego hacia Potosí. Estas fuerzas ingresaron en Potosí el 4 de agosto de 1811, al mando del general Juan Martín de Pueyrredón. Éste se apoderó de la Casa de la Moneda y emprendió la retirada a Jujuy y Tucumán, llevándose en la noche del 24 al 25 de agosto de 1811 barras de plata cargadas en mulas.

#### Cajas Reales
Una de las instituciones más antiguas, estaba administrada por hombres leales a la corona: Miguel Lamberto de Sierra (tesorero), Juan de la Cruz Martín (contador interino), Fermín de Aoiz y Felipe del Cerro (segundos oficiales), Isidro Escarza (tercer oficial), Juan Campero (defensor fiscal), Juan Crisóstomo Cevallos (portero), que fueron testigos de todos los acontecimientos ocurridos durante este año.
A lo largo de 1810 hubo ciertos desembolsos que contribuyeron a la causa realista: sueldos a militares, gastos ordinarios y extraordinarios de guerra, que ascendieron a 820 828 pesos 1¾ rls.
El entonces gobernador intendente Paula Sanz gozaba un sueldo mensual de 623 pesos. Hasta el mes de noviembre de 1810 retiró por concepto de sueldo la cantidad de 14 788 pesos 6½ rls, parecería que durante este tiempo el gobernador se encontraba fuera de Potosí, las partidas de desembolsos por concepto de sueldo se cancelaban a través de sus apoderados: D. Ramón de Arozarena, D. Francisco Xavier Miranda y D. Luis de Orueta. Incluso después de derrocarlo el 10 de noviembre, Paula Sanz, aún cobró por el trimestre, 1666 pesos 5 rls.

#### Casa Real de Moneda

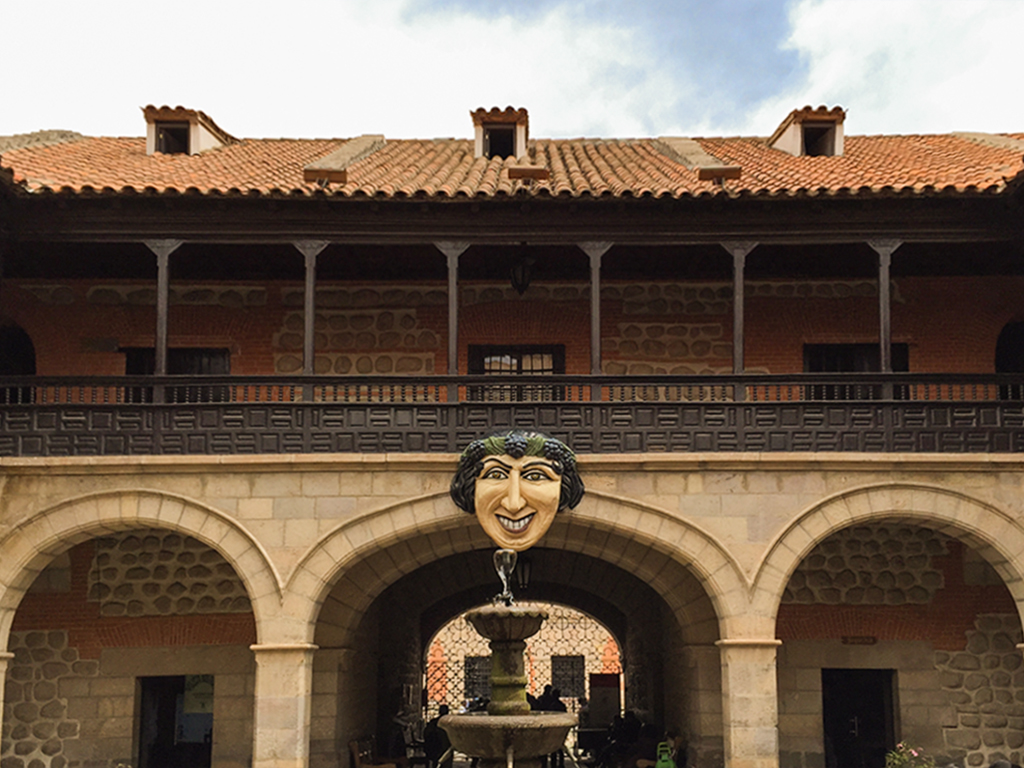
La Casa de la Moneda con el icónico mascarón.

Por otro lado, después del 10 de noviembre de 1810, casi todos los empleados de la Casa Real de Moneda fueron confinados a Salta, obligados a dejar en el abandono a sus familias.
Los testimonios de los familiares, nos informan que sus esposos fueron obligados a salir de la Villa Imperial de Potosí, por orden de Juan José Castelli y estar a disposición de la Intendencia de Salta, quienes viéndose en desgracia y desamparados solicitaron el auxilio con la tercera parte del sueldo que gozaban sus esposos, hermanos o padres. Por decreto de 22 de diciembre de este año, Castelli, autoriza el pago, para que puedan sobrevivir hasta que pase la tensión.
Micaela Rojas, mujer legítima de Andrés Pardo, guarda de la puerta, manifiesta en su memorial:

Que haviendo sido dho mi Marido intimado a comparecer en la Ciudad de Salta a indemnisarse, me a dexado cargada de siete hijos, y actualmente enbarazada en meses mayores con corto jiro de Bayetas de la tierra, y en ello sumamente endrogada sin tener como desempeñarme, y menos (por los mismos) como ocurrir a la subsistencia de tan crecida familia.

Por su parte, Tomasa de Lizarazu, hija de Felipe de Lizarazu, que ejercía el cargo de contador propietario, sostiene 

que habiéndose suspendido a mi dicho Padre del Empleo, y hallándose ausente sin saberse hasta el presente de su paradero, embargados todos sus bienes, aún aquellos que me pertenecen como legítima materna, me veo reducida a mendigar de ajenas manos el diario sustento…

Se conoce que el procurador Sortegarai sacaba de la Casa de Moneda cuatro talegas de onzas de oro selladas, conocedor el pueblo se lanzaron sobre el procurador a quien llevaron a la cárcel, y las onzas volvieron a la Moneda sin que faltase una.

#### Fin de la guerra
El 9 de febrero de 1825, el general independentista Antonio José de Sucre llamó a una reunión a los representantes de las provincias del Alto Perú, mediante el decreto de aquella fecha. Entre las provincias se encontraba la de Potosí, cuyos representantes fueron convocados para deliberar junto a los demás representantes sobre el destino de la región. Sin embargo, la guerra de independencia todavía no había llegado a su fin.
El 1 de abril de 1825, el general realista, Pedro Antonio Olañeta, alrededor de las 3 de la tarde encontró al coronel Carlos Medinaceli Lizarazu en la quebrada de Tumusla y en el momento se trabó un porfiado combate, entre los 300 chicheños de Medinaceli y los 700 realista de Olañeta. Al ver caer a su general herido de muerte por una bala de fusil, los realistas se dispersaron a las 7 de la noche. Esta batalla fue conocida como el Combate de Tumusla.
Medinaceli tomó 200 prisioneros de tropa y más de 20 oficiales con todas las armas, municiones y bagajes de los vencidos.

Tenemos la satisfacción de anunciar al público la terminación de la guerra en el alto Perú… La América es ya libre de un polo a otro, y el tirano que la ha oprimido, ha perdido enteramente las esperanzas.

Esta era la noticia principal que circulaba en los medios de prensa de la época, con júbilo se propagaba el acontecimiento ocurrido en la batalla de Tumusla.
En una misiva enviada desde Tumusla el 1 de abril a medianoche, el Tcnl. Medinaceli, le informó al Mariscal Antonio José de Sucre, que se encontraba en la Villa Imperial de Potosí, del enfrentamiento que hubo en tierras chicheñas, exactamente en la región de Tumusla:

Tumusla, Abril 1º de 1825 (media noche).

Al Excmo. Sr. Mariscal Antonio José de Sucre. Potosí

Mui estimado Mariscal:

Lleno del mayor xubilo tomo la pluma para comunicar a V.E. el mui felix encuentro qe he tenido hoy con el enemigo Jrl. Olañeta i la División qe le acompañaba. Esta quedó en mi poder íntegramente con todos sus Xefes, oficiales i tropa, con todo el parque e intereses qe poseían, su imprenta, etc., lo mismo qe el nombrado Jeneral, quien al caer prisionero quedó herido de muerte, a causa de haberse empeñado la acción en tales términos qe llegó a acontecerle esta desgracia.

Después de haber logrado la victoria, me propusieron capitulación, a al qual la humanidad me ha exijido condescender, en virtud del llanto i la sumisión con que me la expusieron, me hizo entrar en ella. De lo qual i todo acontecido esta feliz tarde i noche para la nueva Patria, dará a V.E. el conductor de mi nota My. Juan de Villegas razón individual, la qual no puedo verificar por medio de esta carta, por hallarme coordinando un desorden, qual es el que causa la guerra.

La Batalla se decidió de las 3 de la tarde a las 7 de la noche. I en el momento de un pequeño desahogo enviaré a V.E. el parte individual con detalles.

Al concluir esta he tenido parte qe. Jrl. P.A. de Olañeta acaba de expirar. Saludo a Ud.
Carlos Medinaceli

Lo ocurrido en este acontecimiento bélico, tiende a tener diferentes versiones y argumentos discordes, debido al protagonismo que se dio, si el combate fue el primero o dos de abril, los cuales dejaron este hecho casi en discusión con la muerte de Pedro Antonio Olañeta, culminando su carrera combatiendo por la causa a la que quiso ser fiel hasta el fin.
Regocijados por los hechos de Tumusla corría la noticia de que «haberse puesto el último sello a la independencia americana con la destrucción de los restos enemigos», Medinaceli había proclamado con la tropa de su mando, la independencia en Chichas el 30 de marzo, y el 1 de abril atacó al Gral. Olañeta buscándolo en sus posiciones de Vitiche y habiendo encontrado en Tumusla.

Gozoso Gamarra de las noticias desde Potosí, el 14 de abril en el Cuzco ordenó regocijo pleno en las calles por un acontecimiento que acababa de fijar la suerte de los americanos: «ordeno y mando, que en la noche de este día, y siguiente se iluminen las calles desde las siete de la noche, en que un repique general anuncie al público con alborozo que nada contradice a sus derechos».

El coronel Medinaceli, comandante del batallón Chichas, que marchaba a vanguardia del ejército real, comprendió que la libertad de su patria valía más que el capricho de un jefe y proclamó en Tumusla la libertad.

Con esta acción concluyó en el Alto Perú la guerra de la independencia iniciada en 1809 en Chuquisaca y La Paz.

### Época republicana
Luego de la declaración de independencia firmada en la ciudad de Chuquisaca el 6 de agosto de 1825, Potosí pasó a formar parte de la nueva República de Bolívar, luego denominada República de Bolivia. Mediante el Decreto Supremo del 23 de enero de 1826, dictado por el mariscal de Ayacucho Antonio José de Sucre, Potosí se convirtió en la capital departamental del nuevo departamento de Potosí.

## Gobierno y administración
Potosí es gobernada por el Gobierno Autónomo Municipal de Potosí, encabezado por el alcalde Jhonny Llally Huata, quien ganó las elecciones subnacionales del municipio el 7 de marzo de 2021 con el partido izquierdista Movimiento Cívico Popular (MCP). El órgano legislativo corresponde al Concejo Municipal, integrado por 11 miembros: 4 del MCP, 4 del AS, 2 del MAS y 1 de demócratas.

### Distritos municipales
El municipio de Potosí se divide en 18 distritos, de los cuales 13 son urbanos y 5 son rurales.
| Distrito 1  | San Gerardo      | San Gerardo, Plaza Colón, La Chacra, Cervecería, Villa Cantería, Tickaloma, Alto Potosí |
| Distrito 2  | San Martín       | Pampa Ingenio, Villa Colón, Plaza Sucre, San Martín, Aguas Claras, Plaza España, Puytucani, Hornitos, Villa Victoria                                                                                |
| Distrito 3  | San Juan         | San Juan, Concepción, Santa Rosa, Villa Santiago |
| Distrito 4  | San Cristóbal    | Campamento Pailaviri, San Cristóbal, Luis Soux, El Calvario, Plaza Mañazo, Miners, Cachirancho |
| Distrito 5  | San Roque        | San Roque Central, Cementerio General, Ex Garita San Roque, Villa Méndez, Cuartel Fe y Alegría, Villa Costanera, Urb. Catedral, Exestación Sucre, Plaza Villarroel, 27 de diciembre, Difunta Correa |
| Distrito 6  | Central          | Casco Viejo Central, Vicuñas, Villa Alonso de Ibáñez, Ferroviario, Mercado Central, Central Bustillos, Teatro Paz Estensoro (Ex-Teatro Al Aire Libre)                                               |
| Distrito 7  | San Pedro        | Plaza El Minero, San Pedro Central, San Anselmo, San Francisco Chico, Corazón de Jesús, Alto Corazón de Jesús                                                                                       |
| Distrito 8  | San Benito       | San Benito, Villa Busch, Huachacalla, Villa España, La Chaca, Villa Imperial, Velarde, Los Libertadores                                                                                             |
| Distrito 9  | Las Delicias     | Villa Fátima, 17 de agosto, Villa Urkupiña, La Ferro, La Hoyada, Urb. Cordepo, Villa Magisterio, Villa La Esperanza, Zona Concepción, Central Delicias, Batallón Tren, La Bandera                   |
| Distrito 10 | Ciudad Satélite  | Villa Banzer, Villa Unificada, Plan 40, Villa Libertad, Ciudad Satélite, Villa Tomás Frías, Villa Imperial Unificada, El Mojón                                                                      |
| Distrito 11 | San Clemente     | San Clemente, Alto Bracamonte, Chuquimia, Villa Armonía, José Alonso de Ibáñez, Cantumarca, Chaca Chapini                                                                                           |
| Distrito 12 | Villa Copacabana | Villa Copacabana, Villa Venezuela, Villa Nazareth, Villa Buena Vista, Alto Rotonda, Barrio Lindo, Nuevo Jerusalén                                                                                   |
| Distrito 17 | Las Lecherías    | Las Lecherías, Plan 700, 23 de Marzo, Quepu Mayu |

| Distrito 13 | Tarapaya     |
| Distrito 14 | Chullchucani |
| Distrito 15 | Huari Huari  |
| Distrito 16 | Concepción   |
| Distrito 18 | Manquiri     |

Cuenta también con juntas vecinales en proceso de consolidación:
- Loyola
- Villa 3 de Mayo
- 16 de Julio
- La Plata
- Nuevo Amanecer
- El Paraíso
- Valle Hermoso
- Tupac Katari

### Localidades y comunidades
El municipio de Potosí cuenta con las siguientes comunidades esparcidas en los distritos rurales de Tarapaya, Chullchucani, Huari Huari, Concepción y Manquiri:
| 1. Agua dulce 2. Aroyfillia 3. Azángaro 4. Cala Cala 5. Candelaria 6. Cebadillas 7. Challajtiri 8. Challviri 9. Chanca 10. Chaquilla Alta 11. Chiutara 12. Chullchucani 13. Cieneguillas 14. Concepción 15. Condoriri 16. Huari Huari 17. Irumpampa Chica 18. Irumpampa Grande 19. Jesús de Machaca 20. Jesús Valle 21. Leche Huira 22. Manquiri | 1. Mayu Canto 2. Miraflores 3. Mondragón 4. Ockoruro 5. Orko Cocha 6. Palca Mayu 7. Parantaca 8. Paranthuri 9. Patipati 10. Pucara 11. Puytucani 12. Samasa Alta 13. Samasa Baja 14. San Antonio 15. Tarapaya 16. Taruta 17. Teja Tambo 18. Thamari 19. Tucu Tucu 20. Turicaya Chica 21. Turicaya Grande 22. Vilacollo Huacajchu |  |

## Geografía

### Clima
En la determinación del clima del municipio de Potosí, como en el resto de la zona occidental de Bolivia, son dos los factores predominantes: la altitud y latitud, por su ubicación respecto a la latitud, el clima del municipio debería ser de clima tropical, sin embargo, en el municipio de Potosí el clima merece la clasificación de semiárido, según las jerarquías, de la clasificación climática de Thornthwaite.
El clima de Potosí puede ser clasificado como clima subpolar oceánico con invierno seco (Cwc), bordeando un clima de tundra (ET) o frío de alta montaña, según la clasificación climática de Köppen.
| Parámetros climáticos promedio de Potosí, Bolivia | Parámetros climáticos promedio de Potosí, Bolivia | Parámetros climáticos promedio de Potosí, Bolivia | Parámetros climáticos promedio de Potosí, Bolivia | Parámetros climáticos promedio de Potosí, Bolivia | Parámetros climáticos promedio de Potosí, Bolivia | Parámetros climáticos promedio de Potosí, Bolivia | Parámetros climáticos promedio de Potosí, Bolivia | Parámetros climáticos promedio de Potosí, Bolivia | Parámetros climáticos promedio de Potosí, Bolivia | Parámetros climáticos promedio de Potosí, Bolivia | Parámetros climáticos promedio de Potosí, Bolivia | Parámetros climáticos promedio de Potosí, Bolivia | Parámetros climáticos promedio de Potosí, Bolivia |
| Mes                                               | Ene.                                              | Feb.                                              | Mar.                                              | Abr.                                              | May.                                              | Jun.                                              | Jul.                                              | Ago.                                              | Sep.                                              | Oct.                                              | Nov.                                              | Dic.                                              | Anual                                             |
| ------------------------------------------------- | ------------------------------------------------- | ------------------------------------------------- | ------------------------------------------------- | ------------------------------------------------- | ------------------------------------------------- | ------------------------------------------------- | ------------------------------------------------- | ------------------------------------------------- | ------------------------------------------------- | ------------------------------------------------- | ------------------------------------------------- | ------------------------------------------------- | ------------------------------------------------- |
| Temp. máx. media (°C)                             | 15                                                | 15                                                | 16                                                | 17                                                | 15                                                | 14                                                | 14                                                | 15                                                | 16                                                | 18                                                | 18                                                | 17                                                | 15.8                                              |
| Temp. media (°C)                                  | 9                                                 | 9                                                 | 9                                                 | 8.5                                               | 6.5                                               | 5.5                                               | 5                                                 | 6                                                 | 6.5                                               | 9.5                                               | 10                                                | 10                                                | 7.9                                               |
| Temp. mín. media (°C)                             | 3                                                 | 3                                                 | 2                                                 | 0                                                 | -2                                                | -3                                                | -4                                                | -3                                                | -1                                                | 1                                                 | 2                                                 | 3                                                 | 0.1                                               |
| Precipitación total (mm)                          | 92                                                | 86                                                | 55                                                | 13                                                | 3                                                 | 1                                                 | 1                                                 | 3                                                 | 10                                                | 20                                                | 38                                                | 75                                                | 397                                               |
| Días de precipitaciones (≥ 1.0 mm)                | 17                                                | 16                                                | 12                                                | 5                                                 | 1                                                 | 0                                                 | 0                                                 | 1                                                 | 2                                                 | 5                                                 | 7                                                 | 14                                                | 80                                                |
| Fuente: WeatherWorld                              |                                                   |                                                   |                                                   |                                                   |                                                   |                                                   |                                                   |                                                   |                                                   |                                                   |                                                   |                                                   |                                                   |

#### Insolación
La duración de la insolación, con un promedio anual de 200 días y sobre todo con un promedio mensual de 240 horas durante el período más frío (de mayo a octubre), se manifiesta como un factor climático muy favorable.
La insolación juega un papel muy importante en las temperaturas registradas en Potosí, beneficiándose de una insolación máxima con una exposición al sol naciente y al sol poniente, además si se considera la orientación cercana a la del eje helitérmico, entonces existe una compensación bastante buena en los climas fríos debidos a la altura.
La radiación solar varía entre 300 a 500 calorías/día, según los registros de las estaciones meteorológicas de Potosí y Tarapaya.

#### Evapotranspiración potencial
La evapotranspiración potencial, calculada según el método de Thornhwaite-Mather, en todo el departamento de Potosí, tiene un mínimo de 55 a 65 mm/mes, que corresponden a los meses de la estación invernal de junio a julio, mientras la máxima evapotranspiración se presenta durante los meses de octubre a enero cuando alcanza entre 120 a 170 mm/mes.

#### Humedad
La humedad relativa del ambiente, según la información clasificada por el SENAMI, es de aproximadamente 25 por ciento, en la época invernal, mientras que la máxima es de 63 por ciento en la época lluviosa.

#### Vientos
Los vientos varían su comportamiento según la época del año, así la dirección predominante de los vientos durante los meses de invierno es del oeste a noreste, mientras que el resto del año, los vientos provienen del este al noreste, con velocidades máximas que alcanzan a 3,6 m/s, (tres coma seis metros por segundo), esto es a trece kilómetros por hora.

### Fauna
En el municipio de Potosí se encuentran especies silvestres que son ejemplares adaptados a la altura y a las condiciones climáticas existente:
̆zorro (Pseudalopex grisseus), liebre (Lepus lepus), viscacha (Ligidium viscaccia), perdiz (Notoprocta perdicana), ratón (Bufeos rufinus), gato montes (Oncifelus geofroy), puma (Puma concolor), halcón (Falco peregrinus), paloma (Columba guinel), conejo cui (Ctenomys sp.), loro (Psittace chroloptera), además del tejón y el zorrino.

### Flora
Antiguamente el suelo del municipio de Potosí y principalmente el de la promoción territorial que actualmente es ocupado por la mancha urbana, se encontraba cubierto con bastante vegetación propia de la zona, con ciénegas y riachuelos que bañaban toda su geografía, por lo que las primeras construcciones situadas en dicho suelo, poco a poco fueron domesticando o acondicionando el lugar y hacerlo propicio para la gran infraestructura urbanística potosina.
La vegetación que predomina en estas áreas se encuentra compuestas por gramíneas perennes, sobre todo las que forman manojos alternadas con arbustos.

### Recursos forestales
Las especies arbóreas propias de la zona son: las Kiswaras, la Keñua o Kehuiña, lamentablemente estas especies nativas se encuentran en extinción debido a la introducción de nuevas especies no propias del lugar, actualmente existen una serie de bosquecillos plantados en la ciudad de Potosí y sus alrededores, entre las principales especias introducidas y plantadas, se encuentran los Pinos y el Eucalipto, en tanto que en el sector norte y a medida que la altura va descendiendo, se encuentra sauces llorones y álamos, entre los más llamativos y hermosos.

## Demografía
De acuerdo con el censo boliviano de 2024, la población del municipio de Potosí es de 218 336 habitantes.
La población del municipio aumentó aproximadamente tres cuartas partes entre 1992 y 2024:
| Año  | Habitantes (municipio) | Fuente |
| ---- | ---------------------- | ------ |
| 1992 | 123.381                | Censo  |
| 2001 | 145.057                | Censo  |
| 2012 | 189.652                | Censo  |
| 2024 | 218.336                | Censo  |

## Turismo
Potosí fue declarada Patrimonio de la Humanidad por la Unesco en 1987, el primer reconocimiento oficial que hizo esta organización internacional en Bolivia. En junio de 2014, la Unesco incluyó a la ciudad en la lista de Patrimonio de la Humanidad en peligro debido a la actividad minera incontrolada que tiene lugar en su Cerro Rico, que podría degradar el sitio.
La ciudad cuenta con un gran patrimonio arquitectónico, está representado por numerosas construcciones coloniales: la Catedral, de estilo gótico; la Casa de la Moneda, construida entre 1757 y 1773, que conserva importantes archivos coloniales y constituye uno de los edificios civiles más destacados de América Latina, así como la Universidad Autónoma Tomás Frías.

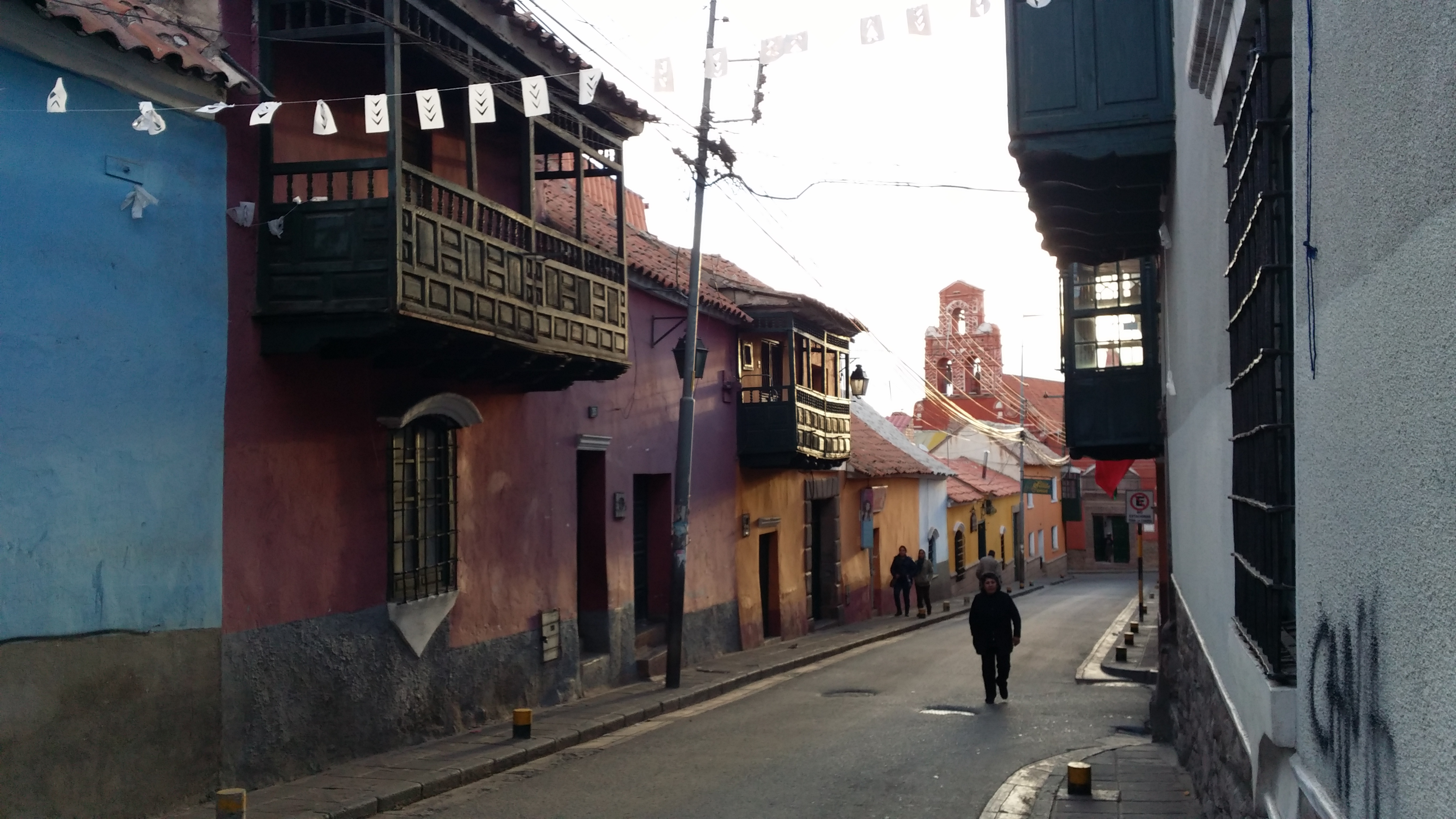
Una calle típica de Potosí.

Uno de los símbolos de la ciudad es la Torre de la Compañía, un convento religioso del siglo XVIII, que refleja el máximo esplendor de Potosí, su edificación se concibió como un arco del triunfo con cinco aberturas, treinta y dos columnas salomónicas y tres cúpulas de media naranja. Es una ostensible expresión de la espiritualidad de la época.
El Convento de San Francisco, fundado por Fray Gaspar de Valverde en 1547, es el monasterio más antiguo de Bolivia. Fue reconstruido y ampliado en 1726.  En su interior se encuentra un importante museo de arte colonial, especialmente religioso, con excelentes pinturas barrocas de la Escuela de Potosí, entre las que destaca 'La Erección de la Cruz', de Melchor Pérez de Holguín y varias obras de Juan de la Cruz Tapia (siglo XIX).
En la iglesia de San Francisco, al igual que en la de San Lorenzo, se puede observar una gran exposición artística en su interior, con la inclusión de deidades indígenas y símbolos del cristianismo. Estas son solo una parte de las numerosas iglesias que se hallan en Potosí que se distribuyen prácticamente cada dos cuadras.
A partir de 1991 las autoridades locales acometieron un ambicioso Plan de Rehabilitación del Centro Histórico, con la ayuda de la Agencia Española de Cooperación. El plan fue dirigido por los arquitectos Rafael Fontes (de España) y Luis Prado (de Bolivia). Actualmente, la alcaldía ejecuta proyectos de intervención de varios edificios patrimoniales e históricos del centro, con el fin de recuperar el valor antiguo de esta zona.

### Museos
Casa Nacional de MonedaMuseo y Archivo Histórico.
Museo Histórico Minero Diego Huallpa del Cerro Rico de Potosíactividad minera de la colonia y precolonial. Se encuentra en el Cerro Rico (zona Pailaviri).
Museo Sacro y de vida religiosa de Santa TeresaArte sacro y vida de claustro en el virreinato.
Museo San Antonio de Paduael convento franciscano más antiguo de Bolivia.
Museo Santo Domingo de Guzmánel segundo convento fundado en Potosí. Tumba del Siervo de Dios Fray Vicente Bernedo.
Museo San Martín de Tourspinturas  y esculturas del barroco.
Museo Santiago Apóstol (Basílica Mayor de Potosí)el más bello ejemplar del arte neoclásico de Bolivia.
Museo UniversitarioMuseo de la facultad de Bellas Artes de Potosí.
Casa Museo Humberto Iporre Salinasvida y obra del más insigne compositor potosino de la época moderna, se le atribuye composiciones como "Potosino Soy" o la cueca "Gloriosa Estirpe" y el tango "Mi Potosí Querido" .
Museo Café Ingenio San Marcosel antiguo Ingenio Minero San Marcos se rehabilitó como museo y café. Doble función que en simbiosis, creó el ambiente propicio para integrar al presente la esencia de cuatro siglos de historia, del complejo industrial más grande del mundo durante el siglo XVI: la Villa Imperial de Potosí.
Museo del CabildoMuseo que se encuentra en el histórico edificio del cabildo de Potosí, hoy gobernación, se tiene previsto que se convierta en un museo departamental que refleje las costumbres e historia de los 41 municipios del Departamento.

### Archivos coloniales y republicanos
La Sociedad Geográfica y de Historia "Potosí", presidida por Luis Subieta Sagárnaga, en su plan de trabajo, publicado en 1936, contemplada la “reconcentración de archivos públicos” coloniales en la Casa Nacional de Moneda. Cuando por ley de 5 de octubre de 1940, se entrega a esta Sociedad, la administración y custodia de la Casa Nacional de Moneda, comienza hacerse realidad los proyectos de centralización, emprendidos con decisión por Armando Alba, incrementándose el Archivo de la antigua Casa de Moneda, con los procedentes de Notarias, Tesoro Público, Alcaldía Municipal y Prefectura del Departamento, con lo que queda organizado el Archivo Histórico local de Potosí. Está considerado en importancia, el segundo del país después del Archivo Nacional. Sus fondos cronológicamente comprenden desde la segunda mitad del siglo XVI hasta fines del XX (años 1550-1985).
Casa Nacional de Moneda

### Miradores
- Mirador Giratorio Pary Orcko: Ubicado sobre una montaña a más de 3800 m s.n.m.. Zona de Pary Orko
- Mirador Torre de la Compañía de Jesús: Ubicado sobre el extinto templo de la orden de la compañía, en su magnífica torre de exquisita arquitectura barroca
- Mirador Nuestra Señora de las Mercedes: Ubicado sobre el templo del mismo nombre en pleno casco viejo de la ciudad, sobre la calle Hoyos.
- Mirador San Antonio de Padua: Se ubica sobre el templo fransiscano, se puede dislumbrar hermosas vistas hacia el cerro rico y el centro colonial de la ciudad.
- Mirador Potoquito: Ubicado en el parque del mismo nombre, da una vista panorámica hacia el parque de ingenios y las zonas modernas de la ciudad, fuera del casco viejo.
- Mirador Modesto Omiste: Ubicado sobre el antiguo templo de los betlemitas, es hoy un centro cultural y teatro municipal. esta en la plaza 6 de agosto.
- Mirador La Catedral: Sobre la maravillosa arquitectura Neoclásica se alza este mirador, con panorámicas hermosas del centro de Potosí, y se aprecia imponente el magnífico Cerro Rico.
- Mirador Huayna Potosí (Cerro Chico)

### Marca ciudad
La imagen corporativa turística de Potosí, la cual se convierte en la marca del destino turístico está basada en la escritura española del siglo XVI que se encuentra en manuscritos de la época, ubicados en el Archivo de la Casa Nacional de Moneda.
En estos textos, «escritos de puño y letra», se refleja la realidad de la ciudad durante los años de la colonia.
El símbolo, remite a la época en la que Potosí, fue una de las ciudades más importantes del mundo gracias a la explotación de la Plata de su conocido Cerro Rico, que aportó a la economía del mundo durante esa época con más de 50% de toda la explotación argentífera realizada en América Latina y cuyas vetas desde 1545, año de su descubrimiento, aún sigue entregando sus riquezas mineralógicas.
El color naranja de fondo, no es un color al azar, sino que hace referencia a los pigmentos minerales que dan la tonalidad al Cerro Rico de Potosí, denominados como ocres del cerro, con los cuales se pintan las fachadas de las calles de Potosí, como lo hacían durante su auge económico.
El lema Más que historia hace referencia a la percepción de los turistas que visitan actualmente este destino, quienes expresan que a cada paso que dan, descubren algo más y que no solamente Potosí, son las minas del Cerro Rico y el Museo de la Casa Nacional de Moneda, sino que toda la ciudad es un museo vivo, donde ellos encuentran mucho y más que historia, además que sus alrededores ofrecen otras alternativas.
De esta manera, la imagen de Potosí, acompañada de su eslogan, Más que historia… es el conjunto de percepciones, creencias, ideas y formas que tienen sobre el destino Potosí, una imagen que simplifica lo que los turistas asumen como realidad.

### Haciendas coloniales

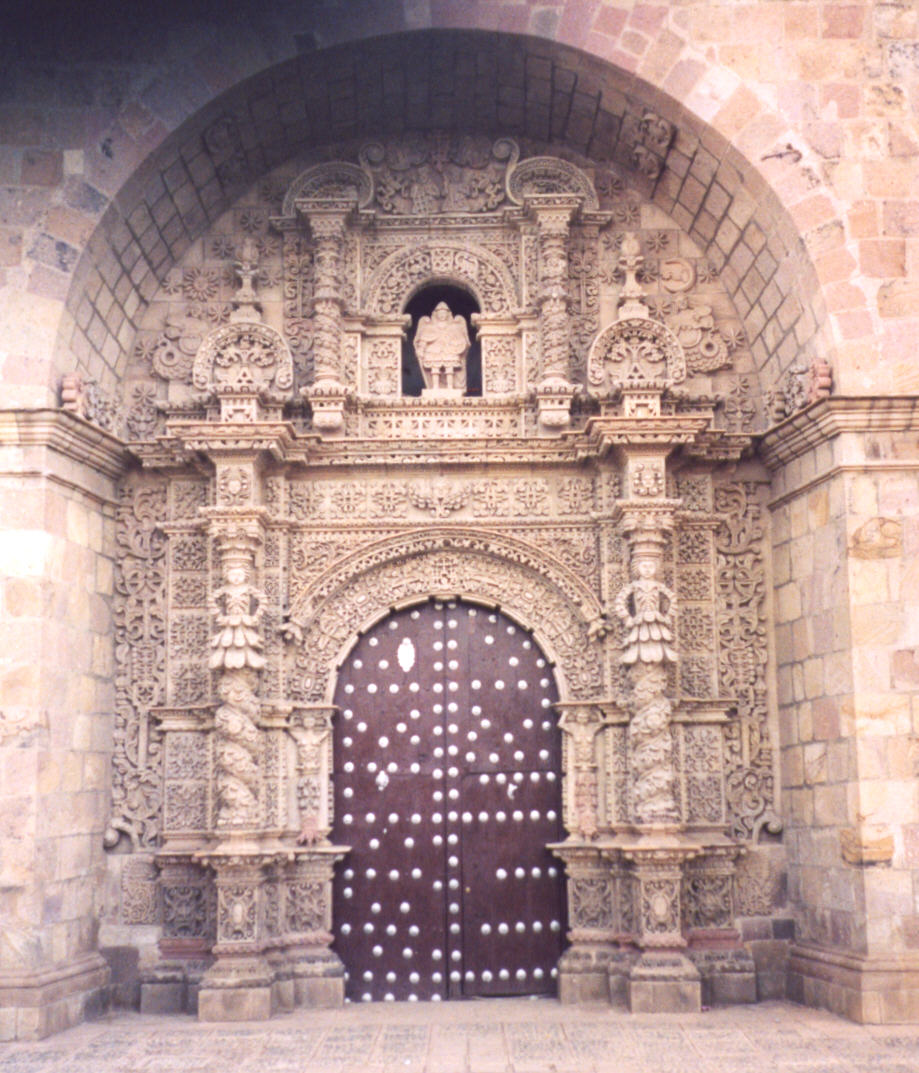
Fachada de la iglesia de San Lorenzo.

Debido al intenso frío en la villa imperial durante la época de la colonia, los grandes capitales españoles buscaron climas agradables a menor altura de la ciudad, se establecieron en pequeños valles intermontañosos como ser: Mondragon, Cayara, Samasa Alta, Saropalca, Toropalca, Totorapalca, Don Diego, El Molino, Totora D, etc. donde levantaron hermosas y majestuosas Mansiones rodeadas de sembrados de frutas y verduras.

#### Hacienda Cayara
La hacienda se encuentra situada a 20 km al oeste de Potosí con una elevación de 3550 m s.n.m.. Antiguamente la hacienda era lugar de pasteo de Francisco Pizarro, esta hacienda se encuentra en la quebrada Bicentenaria en las faldas del cerro Tocori.
Los títulos originales de la hacienda de Cayara datan de 1557, 12 años después de la fundación de Potosí, títulos que fueron otorgados a Juan de Pendones, por el rey Don Felipe II. La segunda propietaria fue Doña Dominga Palomo que se casó por segunda vez con Don Aquiles Resiatti.
Esta hacienda luce el escudo de los marqueses de Otavi, a quienes perteneció. En su interior conserva muebles coloniales y en los alrededores tiene una capilla, jardines y huertas, una buena estufa a leña en el salón principal.
En el primer salón se encuentran unas pinturas bien realizadas en el techo con los cinco continentes, Asia, África, Oceanía, América y Europa, más unas cuatro pinturas menores con las representaciones de las cuatro estaciones del año.
También podemos observar espejos que datan del siglo XVII y podemos encontrar pinturas de Felipe V y la duquesa de Palma, cuadros de San Marcos, también existen muebles taraceados que pertenece al arte árabe.
En el segundo salón existen cuadros de la Virgen María y la coronación de la Virgen. Se menciona que en el tercer ambiente donde existen una cama muy antigua se produjo un hecho, se cuenta que antiguamente vivía un padre que mientras dormía, salieron unas manos de un ropero quien le dio sopapos y le baño de sangre al religioso, se dice también que existe un libro que es maligno o diabólico, que al solo leer el dicho libro uno empieza a enfermarse y no saben por qué es la causa.
Pasando al cuarto salón, está el cuarto de Julia Jaux de Aitken, vestida con una ropa de esta región.
El paisaje del valle es variado y bello. Ofrece paseos excelentes y vistas panorámicas que varían dependiendo de la estación del año con una gran riqueza agrícola y cultivos en terrazas irrigadas, sauces, álamos, eucaliptos y molles son los árboles típicos, cuenta con infinidad de flores. El Río de la Plata ofrece truchas y cuenta con una catarata impresionante y bella para pasar buenos momentos y observar la variedad de aves que existen.
Esta hacienda actualmente pertenece a la familia Aitken, está acondicionada para prestar los servicios de Hostal, cuenta con todas las comodidades para una estadía placentera ha visitantes nacionales y extranjeros.

#### Hacienda Samasa
En Bolivia quedan muy pocas haciendas de la época colonial en buen estado de conservación, debido al alto costo de su mantenimiento ya que muchas fueron abandonadas por sus dueños.
Un buen ejemplo de una típica hacienda colonial es Samasa La Alta, situada a 20 km de Potosí, sobre la carretera asfaltada que conduce a Sucre. El clima de la hacienda es agradable, pues su altitud es menor (3700 m s. n. m.) y por las plantaciones de eucaliptos y otros árboles que la protegen de los vientos.
La casa de la hacienda es de sobria arquitectura colonial, de la misma época de la Casa de Moneda, es decir, que tiene un poco más de 200 años.
En la reciente restauración efectuada se le dio los colores originales: rojo en la fachada y amarillo en los patios. Las pinturas empleadas se prepararon con arcillas del Cerro de Potosí, al modo como se hacía en la época colonial.
Según tradición la casa en su época inicial perteneció a la orden religiosa de los padres Betlemitas (religiosos de la orden fundada en Guatemala por Pedro Bethencourt en el siglo XVII), es una muestra de su expansión por todo el Sur de América que fue conservada generación tras generación.
Lleva el actual nombre de Samasa que proviene del vocablo quechua «Samasaj» que significa lugar de descanso. La palabra alta es una añadidura al nombre para poder diferenciar de otra hacienda que lleva la misma denominación.
Esta orden construyó en Potosí un magnífico templo cuya fachada está ubicada en el centro de la ciudad a una cuadra más arriba de la Santa Basílica Catedral.
El corredor de la casa de la hacienda con su mesa de 5 por 2 metros, aparenta el refectorio de un convento.
La casa de hacienda consta de 30 habitaciones, su fachada es de dos pisos y el patio principal tiene corredor abovedado con columnas.
Es placentero pasear en un extenso jardín y descansar en su enorme corredor desde el cual se divisa el campanario de la capilla.
La vista a la casa, comprende sus principales partes: capilla, salón, refectorio, biblioteca, corredores y jardín, en el cual se puede practicar juegos característicos de la época colonial (sapo y taba). El tiempo de viaje es de 20 minutos, la visita a la casa abarca una hora aproximadamente.

## Parroquias de Indios
Se construyeron catorce en total en la época de la colonia, que enumeraremos haciendo un giro inverso a las manecillas del reloj sobre el plano de Potosí, iniciando del extremo oeste tenemos: San Benito, Santiago (hoy desaparecida), Santa Bárbara (solo queda la torre), Copacabana, San Pedro, San Francisco Chico (solo queda la torre), San Pablo (hoy desaparecida), San Cristóbal, Concepción, San Sebastián, San Juan Bautista, San Martín, San Lorenzo y San Roque.
Templo de San Sebastián

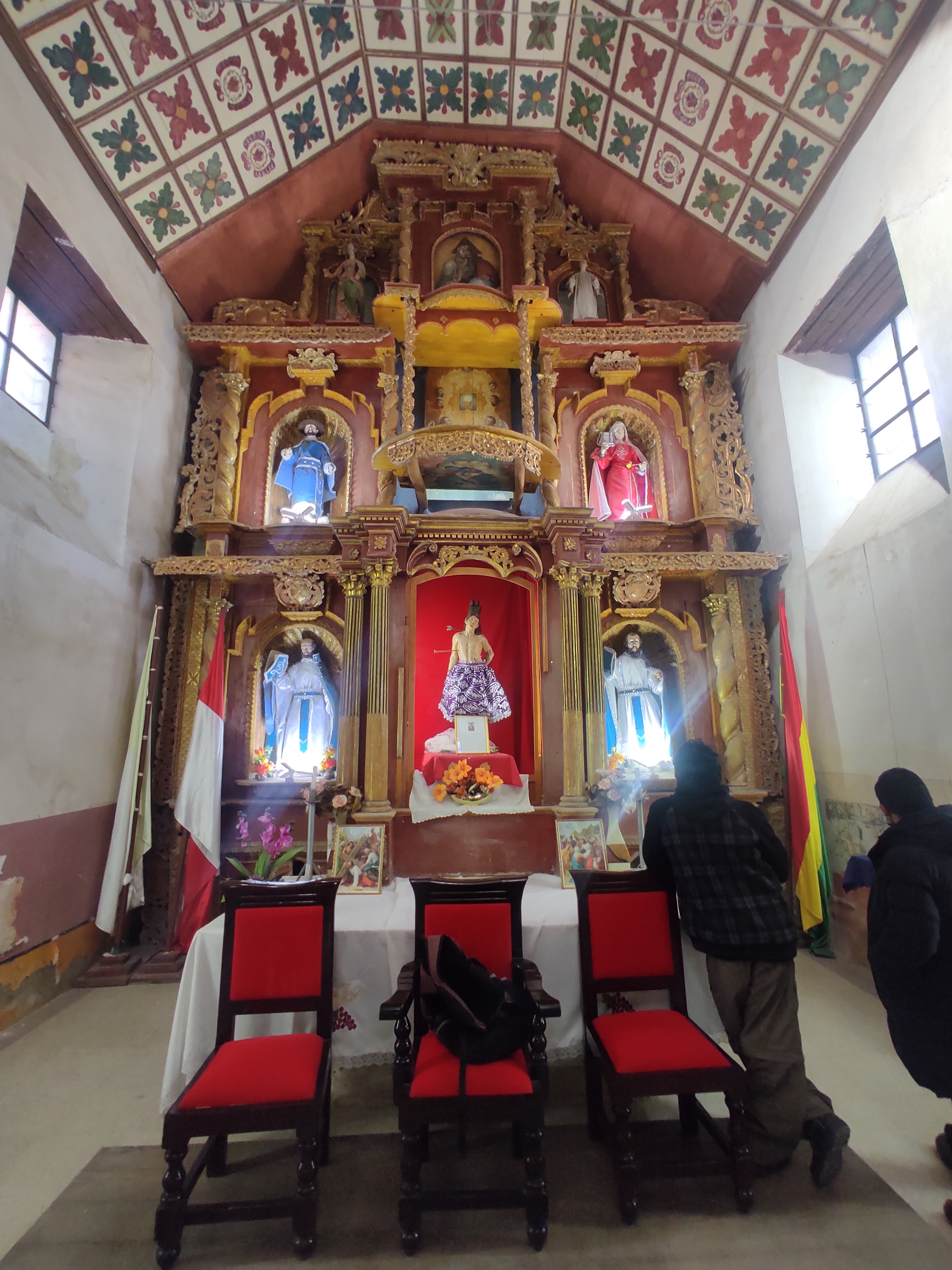
Retablo tallado con pan de oro de 3 calles y tabernáculo en la parte central.

Edificada en 1581 para los mitayos de Quillacas. El templo se caracteriza por su forma en planta de cruz latina, antiguamente el crucero presentaba un cimborrio de madera el cual habría sido modificado en 1725, cambiándose por una cúpula de media naranja, la cual se conserva hasta la actualidad. Interiormente conserva el coro alto, el retablo mayor y el púlpito tallado en madera. Sobre la puerta de entrada al atrio, se levanta la espadaña con tres campanas, la portada de piedra presenta ornamentación, cuadrifolios.
Este templo se encuentra ubicado dentro del centro histórico de la ciudad de Potosí, en el distrito 7, Zona San Pedro, calle Betanzos.
El Templo de San Sebastián se encuentra catalogado por el Gobierno Autónomo Municipal de Potosí, como Categoría A, que corresponde a los edificios que presentan valores arquitectónicos, artísticos, arqueológicos y/o históricos de tipo monumental, cualquiera que sea su estado de conservación, función social y tipo de propiedad.

## Economía

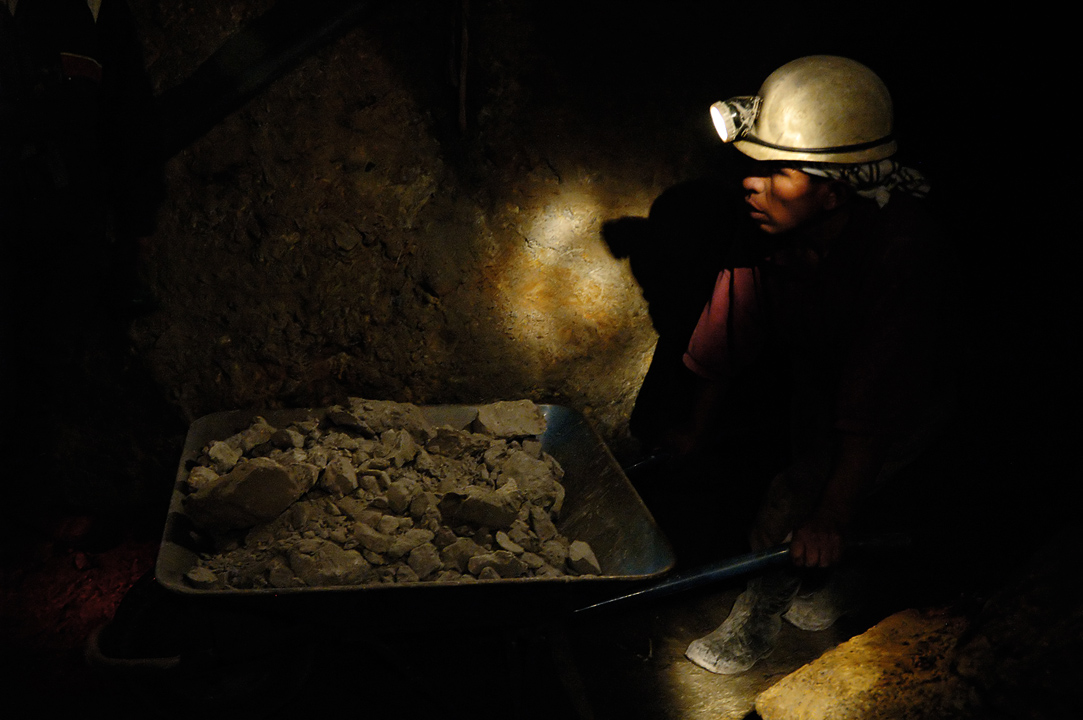
Minero de la mina Rosario.

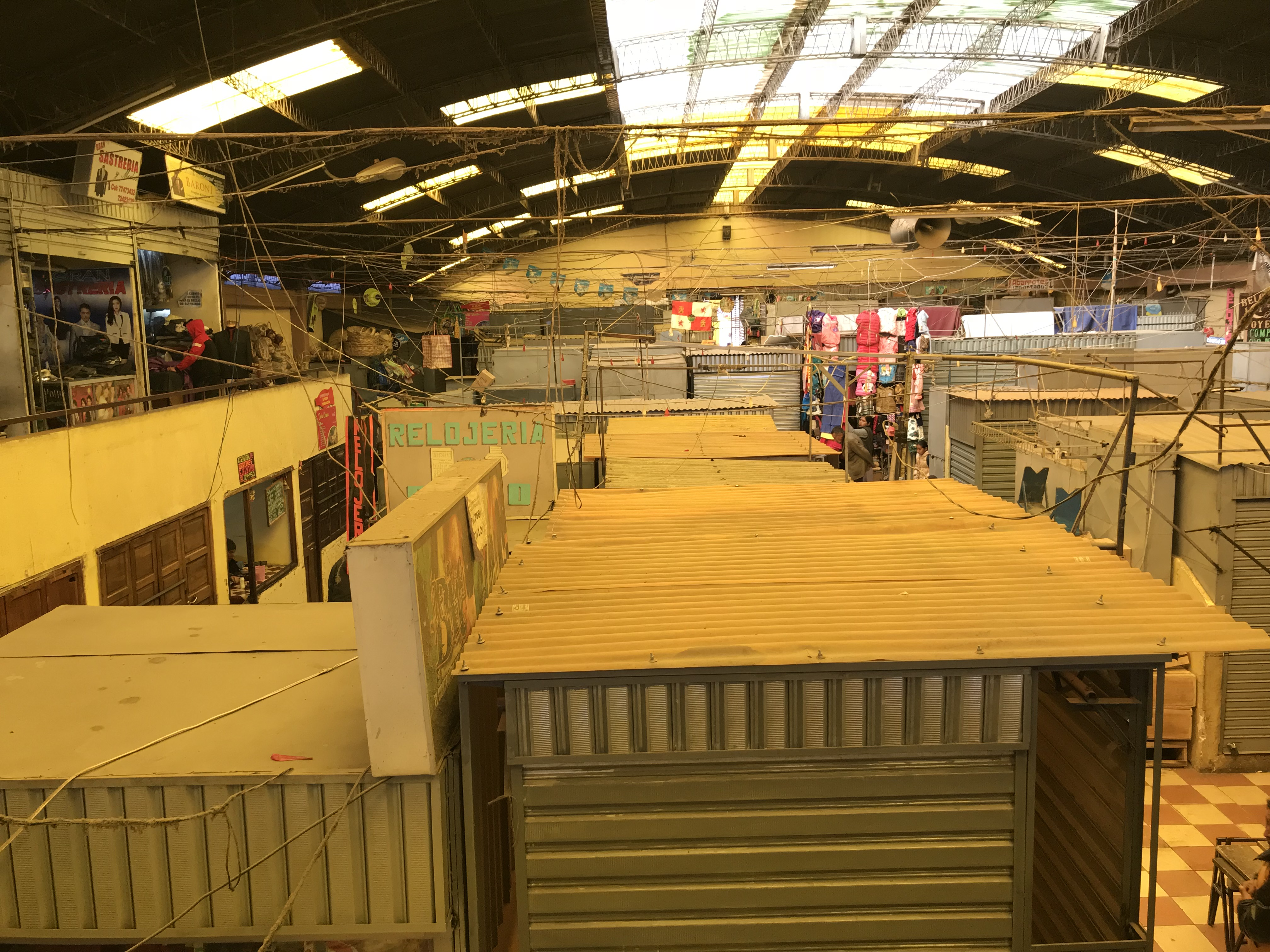
El «Mercado Central».

La ciudad nació y prosperó gracias a la minería. Pero las vetas de plata que la hicieron legendaria están casi agotadas, y la actividad minera se orienta en la actualidad hacia otras explotaciones. Actualmente la minería ha incrementado su valor de exportaciones netas en 126 %, con un leve incremento en su tonelaje (el valor de las exportaciones aumentaron por el incremento del precio; mas no así por el incremento de sus cantidades).
Potosí es uno de los mayores explotadores de estaño y plata. Actualmente se gestan grandes proyectos de concentración de minerales de baja ley (sobre todo desechos de plata, acumulados desde épocas coloniales) y derivados: San Bartolomé, a cargo de la empresa Manquiri, y explotación de la parte sur del país, a cargo de la empresa Sinchi Wayra.
Existen importantes reservas de litio y no-metales del mundo, con pequeñas empresas de explotación manual, y centros mineros concentrados en la ciudad y en algunas provincias cercanas.
En cuanto a la industria, es escasa. Hay algunas empresas medianas en el rubro de la cerveza o el proceso de alimentos.

### Uso productivo del suelo rural
Si bien el territorio del área rural, comprende un extenso territorio, de 123.547 hectáreas, sin embargo, este extenso territorio, tan solo es utilizada (por las condiciones fisiográficas y de aptitud de la tierra) en un 6 por ciento, 6.684,62 hectáreas, en la producción agropecuaria, y de esta mayoritariamente como lugares de pastoreo, dado que el 48 por ciento de la superficie productiva, se encuentra con pastos naturales y cerca del 30 por ciento de superficie ocupada por las unidades agrarias, se encuentra como tierra de descanso.
En los predios agrícolas en más del 60 por ciento se encuentran con cultivos realizados a secano. El distrito de Tarapaya tiene el 80 por ciento de las unidades con el beneficio del riego, aunque estas unidades tan solo corresponda al 26.28 por ciento de superficie de uso agropecuario. Son motivos de preocupación de los agricultores la contaminación de las aguas del río Tarapaya.
El sistema de producción agropecuaria en el municipio de Potosí, al igual que todo el sector andino de Bolivia, se caracteriza por ser de producción tradicional, con tracción de animales, 86 por ciento de las unidades agrícolas,  con uso de pocos insumos, la producción es sustancialmente artesanal, menos del 2 por ciento de las unidades se encuentra mecanizado.
Principales cultivos en el Municipio, número de parcelas, área cultivada, área media de cada parcela, y porcentaje del área cultivada.
| Cultivo                         | Num. Parcelas | Sup. (ha) | (ha/parcela) | (%)    |
| Cebada para grano (grano)       | 2,527         | 1,785.63  | 0.71         | 36.88  |
| Maíz                            | 466           | 174.00    | 0.37         | 3.59   |
| Trigo (grano)                   | 1,281         | 621.00    | 0.48         | 12.83  |
| Papa (patata)                   | 2,709         | 1,536.56  | 0.57         | 31.74  |
| Habas                           | 1,260         | 499.00    | 0.40         | 10.31  |
| Cebada forrajera (cebada berza) | 263           | 129.00    | 0.49         | 2.66   |
| Otros cultivos                  | 327           | 96.00     | 0.29         | 1.99   |
| Total                           | 8,833         | 4,841.19  | 0.55         | 100.00 |

Producción pecuaria.
Se estima que el 31 por ciento de las unidades agrícolas, cuentan con crianza de animales, ya sean estos: bovinos (toros, vacas, terneras), ovinos (ovejas), porcinos (cerdos, marranos), caprinos (cabras), camélidos (llamas, alpacas, vicuñas), o conejos (cuis) o aves de corral (patos, gallinas).
Producción Camélida: El 40 por ciento de productores agropecuarios se dedican a la crianza de llamas, en el contexto de las encuestas realizadas, se observa la existencia de más de 900 productores que cuentan con ganado camélido, los mismos que en promedio cuentan con 20 cabezas de camélidos, similarmente a los anteriores no existe la compra y venta entre los comunarios de este animal, ya que tan solo dejan al trueque o a la tasa de nacimiento existente entre ellas.
Los camélidos agrupan a las llamas y las alpacas, dentro de las llamas existen dos principales razas, las Thampulli y las Kcara, siendo la diferencia en el tipo de lana que la cubre, siendo la primera más cotizada que la segunda.

### Sistema de producción minera
La tradicional explotación minera del continente sudamericano se inicia desde tiempos remotos, ya existiendo en la etapa precolombina una intensa explotación de la plata en los territorios del actual departamento de Potosí, más propiamente desde el Cerro Porco, la fluidez de la producción de la platería y la magnífica capacidad productiva de esta zona, que el intercambio comercial desde Porco hasta Cuzco, hacía ver que estos territorios ya eran bastante conocidos por los incas, incluso Cantumarca era un poblado que atendía con instrumentos y herramientas para la explotación de ese rico cerro de Porco, precisamente este cerro, forma parte del escudo de Charcas (hoy Sucre), como principal y antigua capitanía de los territorios de Potosí.
Esta situación se consolidó con la delación de la existencia de plata en el Cerro Rico de Potosí, sabidos y conocidos ya por los incas pero cuya necesidad de explotación de estas ingentes riquezas, no tenían motivo ni justificación alguna, ya que, con lo producido por Porco, satisfacía plenamente las necesidades del Imperio Incaico; sin embargo desde el descubrimiento de América por parte de los súbditos de la Corona Española, los aventureros de La Niña, La Pinta y La Santa María, al mando del navegante Cristóbal Colón, no se saciaron con los objetos regalados por los aborígenes americanos en las tierras del Caribe, sino que incluso llegaron a dominar la rica tierra de los aztecas en Centroamérica, para pasar luego a conquistar los territorios y riquezas dominadas hasta entonces por los incas, en Sudamérica, llegando como era previsto a las riquezas de Porco, y el inicio de la explotación del Cerro Rico de Potosí, tras la delación hecha por el indio Huallpa a los españoles.
A partir de ahí, el conocimiento y la grandeza de Potosí se hizo mundial y por cuyas riquezas e impacto en la economía mundial del emergente mundo capitalista, incluso tiene un espacio de “Vale un Potosí”, en la más famosa novela de la literatura universal, como lo es “Don Quijote de la Mancha”, escrita por don Miguel de Cervantes.
A partir de la llegada de los españoles en 1492, estos fueron enclavándose paulatinamente tanto al norte como al sur del continente americano, llegando a Sur América a partir de los años treinta del siglo XV (1530) y apoderándose del Cuzco (corazón del imperio incaico), luego de varias incursiones y guerras en el año 1533; ya en 1538 fundan la primera ciudad de Bolivia, Sucre (La Plata), nombre dado principalmente por la inmensa explotación del cerro argentífero de Porco situado en el departamento de Potosí (el Cerro Rico aún no fue develado a los españoles). Una vez develada la existencia del portentoso Cerro Rico, se funda la ciudad de Potosí, como la segunda ciudad de Bolivia en 1545, posteriormente en 1548 se funda la tercera ciudad de Bolivia con el denominativo de ciudad de La Paz, como un activo centro comercial y de intercambio (antes de su ubicación final en la hoyada, la ciudad fue fundada a 25 kilómetros de la actual ciudad de La Paz, en Laja, territorio altiplánico circunlacustre del lago Titicaca), punto estratégico de salida de los minerales producidos en Potosí, primero como destino a Cuzco y segundo como destino Europa, por las costas del Pacífico y más precisamente por Arica y Tacna, a través del camino del Inca denominado “Wiracocha” (Porco-- Cuzco).
La inmensa importancia de la explotación del Cerro Rico de Potosí, generó una fluida comercialización, desde y hacia esta ciudad y su área de influencia, que va desde los territorios actuales de Chile (Huancavelica con el aporte de quintales de azogue y Atacama con abundante pescado seco), pasando por los hoy, territorios de Argentina (Tucumán con el aporte de sebo para la lumbre, grasa, charque, cecinas, caballos y maderas preciosas), llegando hasta lo que hoy es Paraguay (con el aporte de yerbas o mates), de oeste a este, en tanto que de norte a sur, empezando en los actuales territorios de Ecuador, pasando por Perú (Cuzco, Abancay, Huamanga, Trujillo, Arequipa cuyos aportes eran el azúcar, almíbares, miel y conservas), hasta llegar, más cerca de Cinti, Oroncota, Turuchipa, Moquegua, Tarija que abastecían Potosí con vino, aguardiente y ricas aceitunas, pero también su área de influencia llegó hasta Cartagena de Indias, Jaén de Bracamoros, Cuenca, Loja, Tunja y Chuquiabo, los mismos que enviaban copiosas sumas de tabaco molido y en hoja.
Los diferentes metales existentes en el departamento de Potosí y su Cerro Rico, han sido explotados con renovados esfuerzos, cambiando constantemente, en el tiempo, según el avance tecnológico y la demanda industrial y tecnológica del mundo externo; inicialmente la inmensa explotación de los metales preciosos (la plata), que como ya se manifestó, sirvieron grandemente al potenciamiento y surgimiento del capitalismo en el mundo, más propiamente en la era de la colonia, y ya en la revolución industrial y expansión de Norte Americana, los metales que mayormente se explotaron fueron el estaño y el zinc, esto sucedió en la era de la república, actualmente volvemos al auge de la demanda de Zinc, aunque la modernidad tecnológica, contemporánea, está empezando a demandar, otros metales que anteriormente no eran comercializados, o no tomados en cuenta, como el manganeso, el tantalio, uranio, torio, el titanio y otros; el departamento de Potosí, se constituye como el centro geográfico que en su seno territorial guarda la mayoría, de los metales actualmente comercializados, cuya explotación nunca ha estado sujeta a una estrategia minera propia, sino simplemente llevada por características exógenas a ella, como la demanda internacional y las cotizaciones y en función a dicho vaivén, ha estado constantemente pasando de auges y declives a declives y auges.
En enero de 2023 se hizo público el descubrimiento de una nueva mina de plata ubicada a 4 km de la ciudad de Potosí, proyectandose explotarla a cielo abierto contando, según estudios, de una capacidad de explotación igualable al Cerro Rico en tiempos de la colonia.

#### Estaño
La tendencia de las exportaciones de estaño, muestra la extrema disminución acaecida en los años 80 del siglo pasado (1900), de la misma que no pudo recuperarse sino hasta el 2004 y 2005, donde incluso no llega ni al 50 por ciento de las exportaciones realizadas en el período de referencia, ya que los aproximadamente 150 millones de dólares, de estos dos últimos años, por concepto de exportación de estaño, se encuentra por demás alejada de los cerca de 340 millones de dólares de comercialización realizados en 1981.
Los últimos 13 años desde 1992 hasta el 2005, muestran que la producción del estaño, no sobrepaso jamás, las 20 mil toneladas métricas (TM) finas de estaño, observándose la máxima depresión en 1998, donde dicho mineral llega al mínimo de producción exportada de 11 mil TM, aunque comparado con los inicios de la década anterior (992-1995 con 2002-2005), la producción se ha recuperado en 3 puntos porcentuales en este último cuatrienio, con respecto a la década anterior, incluso la recuperación, comparada entre 1995 y 2005, se observa un crecimiento del 31 por ciento.
La participación de la producción potosina, muestra así mismo un comportamiento paralelo a la producción nacional, si bien, de toda la producción boliviana la participación de la producción potosina, ha llegado a un mínimo del 1.44 por ciento (1999), sin embargo en el último tiempo esta ha crecido hasta llegar a una participación del 31.4 por ciento de toda la producción minera estannífera boliviana; un dato preocupante es el hecho de que se estaría escondiendo la verdadera producción del departamento de Potosí, y en consecuencia la participación en la producción nacional, por los siguientes supuestos:
1. La existencia de la fundición de Vinto situada en Oruro, la misma que por conceptos teóricos de la Producción Interna Bruta PIB, no contabiliza la producción intermedia, sino el producto final (barras o lingotes finos), y dado que esta es realizada en el departamento de Oruro, esta se constituye en la mayor exportadora de los lingotes finos de estaño, ocultándose en consecuencia el verdadero origen del producto bruto;
2. Muchos mineros cooperativistas, asentados en Potosí, estarían transportando dicho mineral a la fundidora de Vinto sin declaración del origen de mineral;
3. La salida aduanera que por las características de exportación hacia otros continentes generalmente salen por Arica, son declarados como de procedencia del departamento cuyas fronteras finales se encuentra próximas a dichos puertos y finalmente
4. En consideración a los anteriores y en función al crecimiento inusitado en los últimos 5 años de la participación de la producción estannífera potosina, permiten evidenciar que Potosí, sigue siendo el principal artífice y referencia de este principal producto de exportación de minerales tradicionales, no obstante que el inmenso depósito de este mineral se encuentra concentrada en Huanuni (Oruro), sin embargo el estaño potosino se encuentra diseminado por todo su territorio departamental, que en conjunto, incluso puede ser igual o mayor a lo producido por Huanuni.[43]

#### Zinc
El zinc se constituye en el puntal de la producción de la minería nacional, dado que a este mineral lo podríamos definir como el mineral de la resistencia y el mantenedor de la estructura productiva minera nacional, luego de las bajas cotizaciones de los inicios de la década de los 80 del siglo pasado, ya en la década de los noventa se constituye en le principal artífice de la producción y exportación de dicho mineral; subiendo desde menos de 50 millones de dólares de exportación hasta situarse entre los 100 a 200 millones de dólares, y en último año 2006 hasta el tercer trimestre de dicho año, la exportación de dicho mineral habría superado los 350 millones de dólares. La fundición del zinc se hace en la localidad de Karachipampa. La participación de este producto en Potosí alcanza el 55 por ciento de la producción boliviana, y en algunos años situándose inclusive próximo al 70 por ciento.

## Transportes

### Terrestres
Potosí cuenta con una moderna terminal de ómnibus inaugurada en febrero de 2009, donde operan numerosas líneas de transporte de pasajeros, que unen a la ciudad con toda Bolivia, como así también con ciudades del norte de Argentina y Chile.

### Aéreos
Al noroeste de la ciudad se encuentra el Aeropuerto Capitán Nicolás Rojas, en este aeropuerto transitan dos aerolíneas Nacionales: Boliviana de Aviación con viajes directos Cochabamba, La Paz y Santa Cruz de la Sierra. Ya se encuentra en construcción un aeropuerto internacional, que tiene previsto terminar su construcción en 2022

## Cultura

### Música
Uno de los instrumentos más usados dentro de la música folclórica boliviana es el charango, su creación data de la época colonial en la Real Audiencia de Charcas (hoy Bolivia). Potosí es considerada la cuna de este instrumento y reconocida así por el gobierno boliviano.

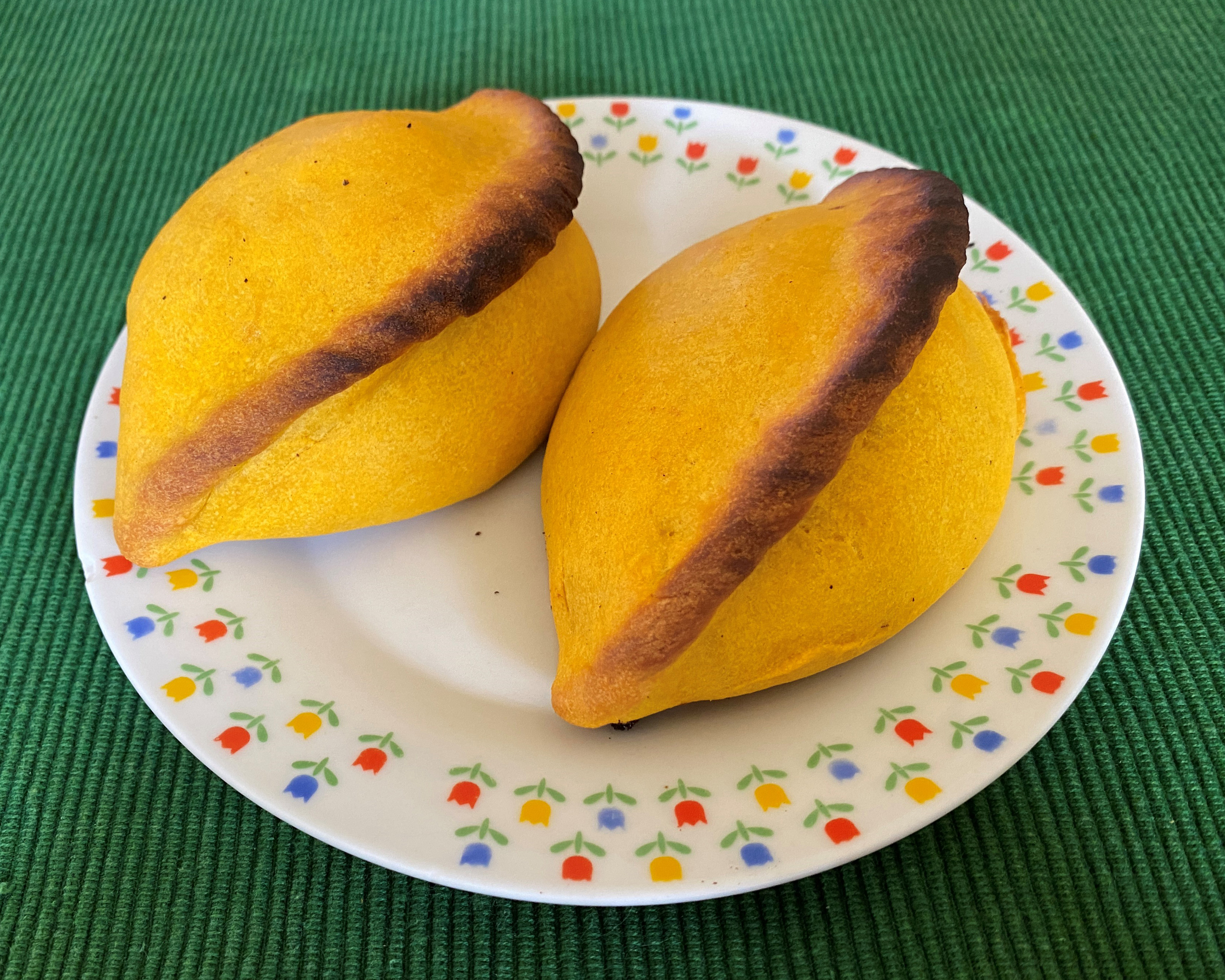
La Salteña, la empanada más popular de Bolivia, tiene sus orígenes en Potosí, a mediados del siglo XVI

### Gastronomía
En la ciudad de Potosí, el plato típico es la K'ala Phurka nombre en quechua que significa piedra hirviendo (es una lawa -o lagua- caliente) con una piedra caliente.
También está el chicharrón, carne de cerdo frito en aceite, adicionado con chuño (papa deshidratada), y mote (maíz cocido desmenuzado) y acompañado de su llajua (tomate y locoto picante molidos). Otros platos típicos que se consumen en Potosí son la fritanga, el ch´ajchu, fricasé, ají de carne, ají de fideo.
Los rellenos son muy populares a la media mañana. Es una comida de paso, hecha de puré de papa, que en el centro tiene carne, salchicha, huevo, arveja, zanahoria, se lo reboza en harina y luego se fríe, también se lo consume con llajua. Las salteñas potosinas (empanadas, introducidas desde Salta, Argentina, en tiempos de la colonia) también son un aperitivo de media mañana, con un jigote que contiene carne y también pollo, que son muy picantes.
En repostería están los chambergos, sopaipillas, tawa tawas, canelones, buñuelos y pencos. Helados tocinillos, muy tradicionales que se comen en la plazuela San Bernardo, las thayas, bocaditos dulces congelados.
El «confite» data de la época de los españoles, es elaborado en cacerolas especiales de cobre y bronce. Sus ingredientes son: azúcar, confite de maní, confite de arvejas, confite de almendra, confite de coco rallado, confite de galleta, confite de durazno. Este producto abunda en la época de carnavales.
El consumo de «tortas», es muy común entre los pobladores, existen varios proveedores que elaboran este producto durante todo el año.
En la festividad de Todos los Santos y el Día de los Difuntos, 1 y 2 de noviembre, se acostumbra a consumir las llamadas «masitas» con vino, que son ofrecidas gratuitamente principalmente a los visitantes que rezan en las «tumbas» que están «armadas» en los domicilios de los familiares de los difuntos que murieron en el año e incluyen alimentos que les gustaban en vida.
Entre estas «masitas» se encuentran: maizillos, alfajores, rollitos de queso, queque, galletas de coco, galletas de naranja y chocolates.
Para despedir a los difuntos se acostumbra a jugar con tostado de quinua llamado fisara y a comer ají de achacana que se prepara con una raíz de ese nombre, acompañada de carne de cerdo y bastante ají.
También se acostumbra a comer:
- «Ají de papa liza», a base de papa lizas, charque de carne de llama, bastante ají y acompañado de arroz;
- «Ají de quinua», a base de quinua real, papa, chuño y bastante ají;
- «Ají de trigo», a base de trigo, papa, chuño y bastante ají;
- «Ají de habas», a base de haba, papa, chuño y bastante ají;
- «Ají de arvejas», a base de arvejas, papa, chuño y bastante ají;

También se acostumbra a comer en esta fecha el famoso  « Miski plato » (plato dulce), que consiste en duraznos deshidratados cocidos, con empanizado o chancaca , y almidón.
En los días de Semana Santa, se acostumbra comer «Locro», una delicia culinaria consistente en verduras y legumbres frescas tales como: calabaza (la protagonista), cocida, papas, choclo picado en rodajas, habas, arvejas, queso, y palillo amarillo.
La «Sopa de viernes» también es una comida de Semana Santa a base de verduras y huevos, sin carne.
Otro plato que se consume mucho en esta fecha es el ají de sardina que consiste en: arvejas cocidas, sardinas, papa, bastante ají, adornada con cebolla y tomate, acompañada de arroz.
También se consume mucho en esa época el arroz con leche que consiste en: arroz cocido en leche con uvas deshidratadas, clavo de olor y canela molida.
Muchas de estas preparados culinarios se exhiben cada año en el mes de agosto, en la fiesta denominada de San Bartolomé o Fiesta de los Ch'utillos, con la presencia de bailarines típicos tales como: Calcheños, Tinkuy, Potolos, Waca Wacas, Llamerada, Morenada, Negritos, Tobas, Kullaguada, Tarqueada, Caporales, Diablada y otros bailes típicos de la región.

### Fiesta de los Ch'utillos
El festival de los Ch'utillos, también conocida como la fiesta de San Bartolomé, es una festividad que se celebra anualmente en Potosí. Desde la época precolonial era un culto local autóctonos, y muy verosímilmente no en el último periodo de esta, denominado incaico o quechua, sino en el anterior perteneciente al Colla o Aimara. El mismo nombre de la población precolombina de Cantumarka, como el de muchos lugares de esta región, incluyendo el de Potosí, atestiguan su raíz etimológica del idioma aimara, evidenciando su existencia anterior a la imposición quechua.
El violento encuentro de la cultura americana con la europea debido a la conquista española produjo la contraculturación, que dentro del mestizaje dio por resultado el sincretismo religioso. La Iglesia católica ante la imposibilidad de terminar con la religión precolombina adoptó esta al culto que trajo al continente. En el caso concreto de la festividad, fracasadas las tentativas contra su tradicional subsistencia se la mantuvo dentro de una concepción cristiana, interpretando que la intersección de San Bartolomé consiguió el triunfo de la Cruz, desterrando el príncipe de las tinieblas. Por su parte, los indígenas, más por conveniencia que por convicción, acataron y hasta celebraron el hecho, pues así ya no serían impedidos de practicar su culto en el lugar original, y los mismos españoles quedaron tan inseguros de su triunfo que aún al comienzo tuvieron que dejar un guardia para cuidar el nuevo altar. Desde entonces en la última década del siglo XVI el culto local adquirió apariencia católica celebrando al apóstol Bartolomé, pero el verdadero protagonista siguió siendo la deificación autóctona que hasta nosotros llegó identificada con el demonio y así la festividad cristiano pagano, en esencia es el reconocimiento popular al denominado espíritu del mal. Según la leyenda precolombina allí moraba una de sus deidades que de acuerdo a la leyenda colonial fue vencida por la cruz quedando imposibilitada de ejercer su poderío por estar en secuestro, según interpretación de la leyenda republicana; la cual explica que la llegada anual de los bravos jinetes masculinos y femeninos, tiene por objeto asustar y ahuyentar a ese Supay (Diablo) llamado ch'utillos.
Sean cuales fueron las creencias populares los cierto es que la festividad regional subsiste, manteniendo su tradición nombre del ch'utillo y de celebra en el propio lugar llamado indistintamente Cueva del Diablo (por morada de este). Quebrada de San Bartolomé (desde su entronización), la angostura (estrecho en laruta al Norte antes Camino Real o simplemente la Puerta salida de la ciudad, después de pasar por Cantumarca). Y aún junto a la cueva prehistórica, se mantiene la ermita o altar tallado en la roca hacia el año 1595.
En cuanto a la realización de la fiesta en la actualidad, gracias a Antonio Paredes Candia contamos con un serio estudio incluido en el folklore de Potosí y sobre esa base fundamental debemos preocuparnos como ya está realizando por su mantenimiento pues se trata como quiera dicho que la festividad más antigua de la región cuyos orígenes se remontan a la época precolombina y por lo tanto es lo más original y característico de Potosí.
Cantumarca: La cueva del Diablo y el Ojo del Inca, forman el circuito natural de las tres regiones, precolombinas del máximo interés potosino, ya que la cultura local no comienza con la fundación de la Villa Imperial, sino que arranca sus orígenes en remotos antepasados, que poblaron esta región mucho antes de la invasión española, incluso antes de la conquista incaica.
La fiesta está dedicada a celebrar a San Bartolomé. Popularmente tiene tres nombres; correspondientes a tres días de celebración: Primer día fiesta del Ch'utillo, Segundo día fiesta del Majtillo, Tercer día fiesta del Thapuquillo.
El Ch'utillo
Ch'utillo para algunas personas, es el nombre tradicional del minero montado en mula, dicen chutillo es el minero disfrazado. Con referencia a la palabra chutillo se dice que es un genio que daña y huye y cuenta la bella leyenda del Cueva del Diablo, la palabra ch'utillo popularmente tiene el significado de burla, hay que chutillarnos dice el pueblo, por decir hay que burlarnos.
El Majtillo
Se da este nombre al segundo día de la fiesta, es de voz quechua que viene de majti o maytu, jovenzuelo o adolescente. En la fiesta del Majtillo tiene preponderancia las burlas entre jóvenes.
El Thapuquillo
Nombre popular que recibe el tercer día de la fiesta, para el pueblo es la fiesta del preguntón o curioso. Este día cuando una persona pregunta por algo a otra, esta tiene la prerrogativa debe responder o negarle con la siguiente frase «Ancha tapuquillo canqui» (‘muy preguntón eres’).
Preparativos y vísperas de la Fiesta de Ch'utillo
Día antes del 24 de agosto llegan a la ciudad de Potosí cantidad de campesinos trayendo sus bestias de silla al objeto de alquilar a los participantes de la fiesta, esta feria del alquiler se efectúa en la plazuela Mejillones desde donde parten los ch'utillos rumbo a la puerta. A las 11:30 de la mañana se celebra la misa en el pueblo cercano a la Cueva del Diablo. Aproximadamente a las 14:00 comienza una carrera de caballos que parte desde la puerta de la capilla pasando por la puerta del diablo, continuando por San Antonio lugar donde los ch'utillos se detienen a descansar y beber la Chicha que les invitan loas amigos y los familiares que estaban aguardándoles, continua la carrera hasta llegar a la ciudad de Potosí dividiéndose a los diferentes barrios para celebrar la fiesta en casa de los pasantes.

## Deportes
Tras el descenso del Real Potosí en 2021, solo habrá un equipo de fútbol que represente a Potosí en la Primera División de Bolivia para el año 2022: el Club Atlético Nacional Potosí; además también existen muchos otros equipos de segunda división tales como Universitario de Potosí, Ferrocarril Oeste, etc.
También, tres equipos de la ciudad participan en la Liga Boliviana de Básquetbol (Libobasquet), los cuales son: Pichincha, Calero y Nacional Potosí. En los últimos años, estos equipos han ganado el título de la LiboBasquet.

## Altitud
La elevación de la ciudad respecto al nivel del mar ha motivado encendidas polémicas, pues las autoridades potosinas tratan de minimizar la altitud de la ciudad, a fin de lograr atraer competencias deportivas internacionales, sobre todo partidos de fútbol.
Se sostiene insistentemente que Potosí está entre las poblaciones más altas del mundo, detrás de La Rinconada, en Perú (5400 m s.n.m.), Wenzhuan, en China (5100 m s.n.m.), El Aguilar, en Argentina (4900 m s.n.m.) y Cerro de Pasco, en Perú (4384 m s.n.m.), y no la segunda, como lo afirma la prensa internacional. Pero tanto La Rinconada como Wenzhuan y El Aguilar son pueblos pequeños de alrededor de 11 000, 5000 y 4000 habitantes respectivamente, por lo que Potosí es, en realidad, la tercera ciudad más alta del mundo después de Cerro de Pasco y El Alto (70 000 habitantes) y la segunda ciudad más alta del mundo con más de 100 000 habitantes.
La ciudad tiene, en realidad, diferentes altitudes. En 2002 la alcaldía encomendó a la compañía danesa Kampsax la ejecución de un catastro urbano que incluyó la medición de la altitud del municipio de Potosí. Así, el punto de menor elevación del municipio es Mondragón (3200 m s.n.m.), mientras que el de mayor elevación es el barrio Nuevo Potosí, en T’ikaloma (4400 m s.n.m.).
Empero, la altura oficial de Potosí es la que fue establecida en la plaza principal, que no está en el centro de la ciudad, ya que esta creció mayoritariamente hacia el sur. La empresa Kampsax determinó que la Plaza 10 de Noviembre tiene una elevación exacta de 3826.7 m s.n.m., así que esa es la altitud oficial de Potosí. El estadio Víctor Agustín Ugarte está en la zona de San Clemente, a menor elevación que la plaza principal, por lo que no supera los 3700 m s.n.m..

### Altitud en el deporte
La polémica volvió a reavivarse tras un partido disputado el 14 de febrero de 2007, entre el club Flamengo, del Brasil, con el Real Potosí por la Copa Libertadores de América, en el que Flamengo logró empatar agónicamente por 2-2 (Real Potosí empezó ganando por 2-0). Después del encuentro, el Flamengo presentó una enérgica protesta ante la Confederación Brasileña de Fútbol:

(...) la práctica deportiva; en condiciones no recomendadas por la medicina, hace del esfuerzo físico un acto bárbaro, degrada la condición humana y pone en riesgo la vida de los atletas. No prohibir juegos en esas condiciones es lo mismo que ser tolerante con el dopaje.

La CBF, a su vez, influyó en la decisión de la FIFA de prohibir la disputa de partidos internacionales en ciudades con altitud superior a 2500 m s.n.m., lo que afectó no solo a Potosí sino también a La Paz, Quito y Bogotá que cuentan con estadios mayores a la altura mínima.

## Símbolos

### Ciudad de los tres escudos

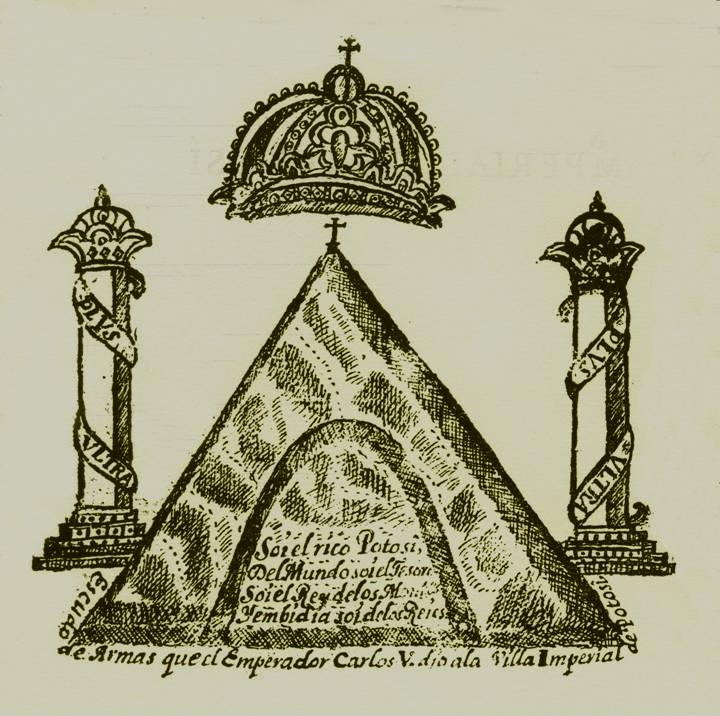
Primer Escudo. Carlos V, 1547.

Desde un comienzo los vecinos y moradores potosinos se enorgullecieron de su propia importancia y el primer escudo de armas que Carlos V concedió a Potosí refleja fielmente este espíritu de orgullo «Soy el rico Potosí, del mundo soy el tesoro, soy el rey de los montes y envidia soy de los reyes».
El Escudo de la Villa Imperial de Potosí es el resultado de un largo proceso que se inicia con el descubrimiento del Cerro Rico o Sumaj Orcko y concluye con el reconocimiento oficial, a fines del siglo XIX. Durante este periodo no hubo certeza de la existencia de un escudo de armas, hasta la mención de existencia de la Historia de la Villa Imperial de Potosí de Bartolomé Arzáns de Orsúa y Vela (1674-1736) entre 1865 y 1871, cuando Vicente G. Quesada publica, en la Revista de Buenos Aires, varios pasajes de la historia de Potosí, extractados de los manuscritos de Arzáns.
Como resultado de dichas publicaciones, Quesada edita en París las primeras Crónicas potosinas en 1890, donde, utilizando como fuente el libro de Arzáns, hace referencia que el emperador Carlos V, por cédula de 28 de enero de 1547, concedió un escudo de «armas a la Villa Imperial, confirmando este título dado en honor del Emperador mismo».
Las obras de Bartolomé Arzáns de Orsúa y Vela (1674-1736): Historia de la Villa Imperial de Potosí y Anales de la Villa Imperial de Potosí; son las únicas fuentes que se tiene a la mano, que reflejan este pasaje de la historia. De cómo Potosí obtuvo un escudo de armas, con algunas diferencias en el año, como lo sucedido.
Primer escudo (1547).
Escudo que fue concedido por Carlos I de España y V de Alemania, en Ulma el 28 de enero de 1547.

Tuvo por primeras armas esta famosa Villa en campo blanco el rico Cerro, una águila y corona imperial al timbre, y a los lados las columnas con el Plus ultra, las cuales (dicen el capitán Pedro Méndez y Bartolomé de Dueñas) se las dio el emperador Carlos V el año de 1547 estando en Alemania en la ciudad de Ulma, con ocasión de haber remitido a España el capitán don Juan de Villarroel (que fue el primero que después del indio Hualca descubrió el Cerro) al emperador 12 000 marcos de plata, que fueron los primero que allá pasaron sacados de la veta Descubridora; y viendo su memorial y pretensión le concedió a este capitán el título de descubridor del Cerro, fundador de la Villa y las armas referidas.
Bartolomé Arzáns de Orsúa y Vela).

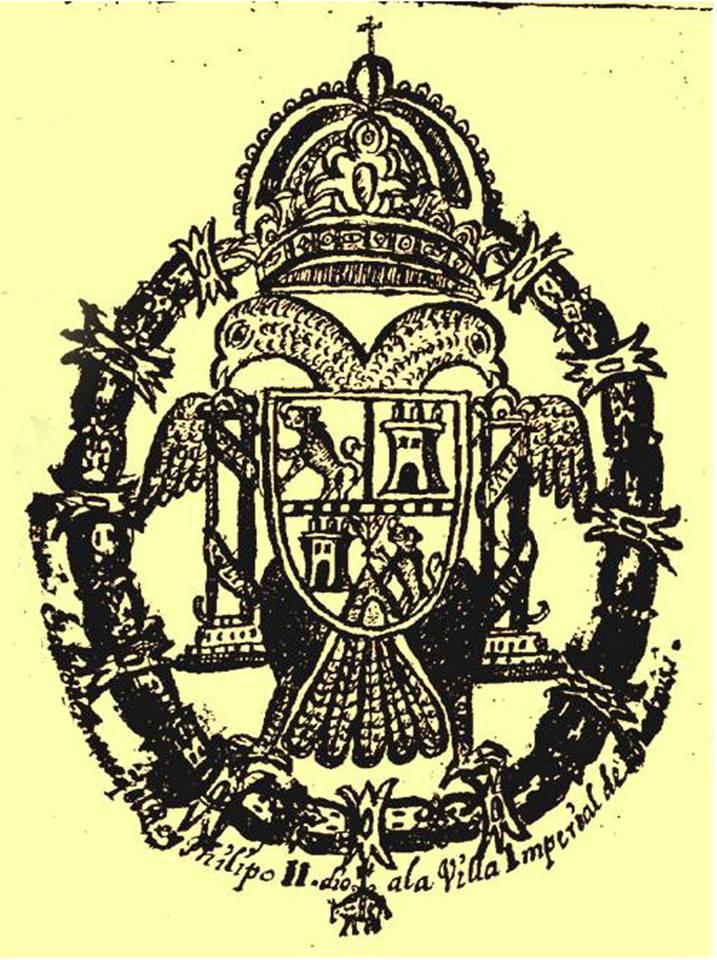
Segundo Escudo. Felipe II, 1565.

A este primer diseño, Arzans no incorpora al águila imperial.
Segundo escudo (1565).
Fue concedido mediante cédula real por Felipe II en el Bosque de Segovia en 1° de agosto del año de 1565.
Siendo propósito de esta concesión, perpetuar el título de Villa Imperial y el nombre del Cerro Rico, destacando la riqueza argentífera escondida en sus entrañas, como dijimos en líneas precedentes, se trataba de armas personales del monarca que, por extensión, se aplicaban a sus reinos y a los respectivos territorios colonizados, solo diferenciaba un ícono de la región como es el «gran Cerro Rico».

Le concedió las armas que hoy goza, que son las reales de Castilla en campo de plata, un águila imperial, castillos y leones contrapuestos; abajo el Cerro de Potosí donde hace el medio de los dichos dos leones y dos castillos, las dos columnas del Plus ultra a los lados; corona imperial al timbre, y por orla el collar del toisón
Bartolomé Arzáns de Orsúa y Vela

Tercer escudo y actual (1575).

Tercer Escudo reconocida y aprobada por Ordenanza Municipal 052/2013.

Otorgado por el 5.º Virrey del Perú el 2 de agosto de 1575 en Arequipa, después de haber visitado la Villa Imperial de Potosí.
...conceder a la dicha Villa y darle por armas un escudo en campo amarillo, con dos castillos y dos leones y el toisón en el pecho de un águila imperial con dos cabezas cortadas y una corona en medio de las dichas dos cabezas y dos columnas imperiales a los lados de las dichas armas con una letra que dijese Plus Ultra y el dicho cerro rico de Potosí con un blasón a la redonda del escudo que dijese «Cesaris potentia = pro rexis prudentia = iste excelsus mons et argenteus = orbem debelare valent unive[r]sisunt», cuya traducción significa: ‘Con el poder del César - por la prudencia del Rey - este excelso monte argento - dominar alcanza al universo
Estos tres escudos, son la base histórica para constituir una representación simbólica de la realidad histórica y política de la Villa Imperial de Potosí. La ciudad desde sus orígenes tuvo tres escudos: el primero por el descubrimiento del Cerro Rico y la fundación de una nueva población; el segundo, por haber sido elevado el «asiento de minas» al rango de «villa imperial», y el tercero y definitivo, por haber sido ratificado el título de Villa Imperial en mérito al crecimiento de su población producido por el desarrollo económico minero y producción de plata.
Fue Carlos V quien puso óleo y crisma a la noble e histórica ciudad y fue el virrey Toledo, quien pregonó el dictado de «Villa Imperial, Fidelísima y Noble», y afianzó el escudo emblemático que debía perpetuar su blasón.
El escudo potosino viene a ser un símbolo colectivo, en una representación emblemática de la Villa Imperial de Potosí y evoca el glorioso recuerdo de su pasado. Ha resistido diferentes cambios, transformándose hasta el estado actual, resultado de un largo proceso histórico que comienza con el descubrimiento del Cerro Rico o Sumaj Orcko y con el reconocimiento oficial en junio del 2013 por el Gobierno Autónomo Municipal de Potosí, a través de la Ordenanza Municipal n.º 052/2013.

## Otros datos en relación con Potosí

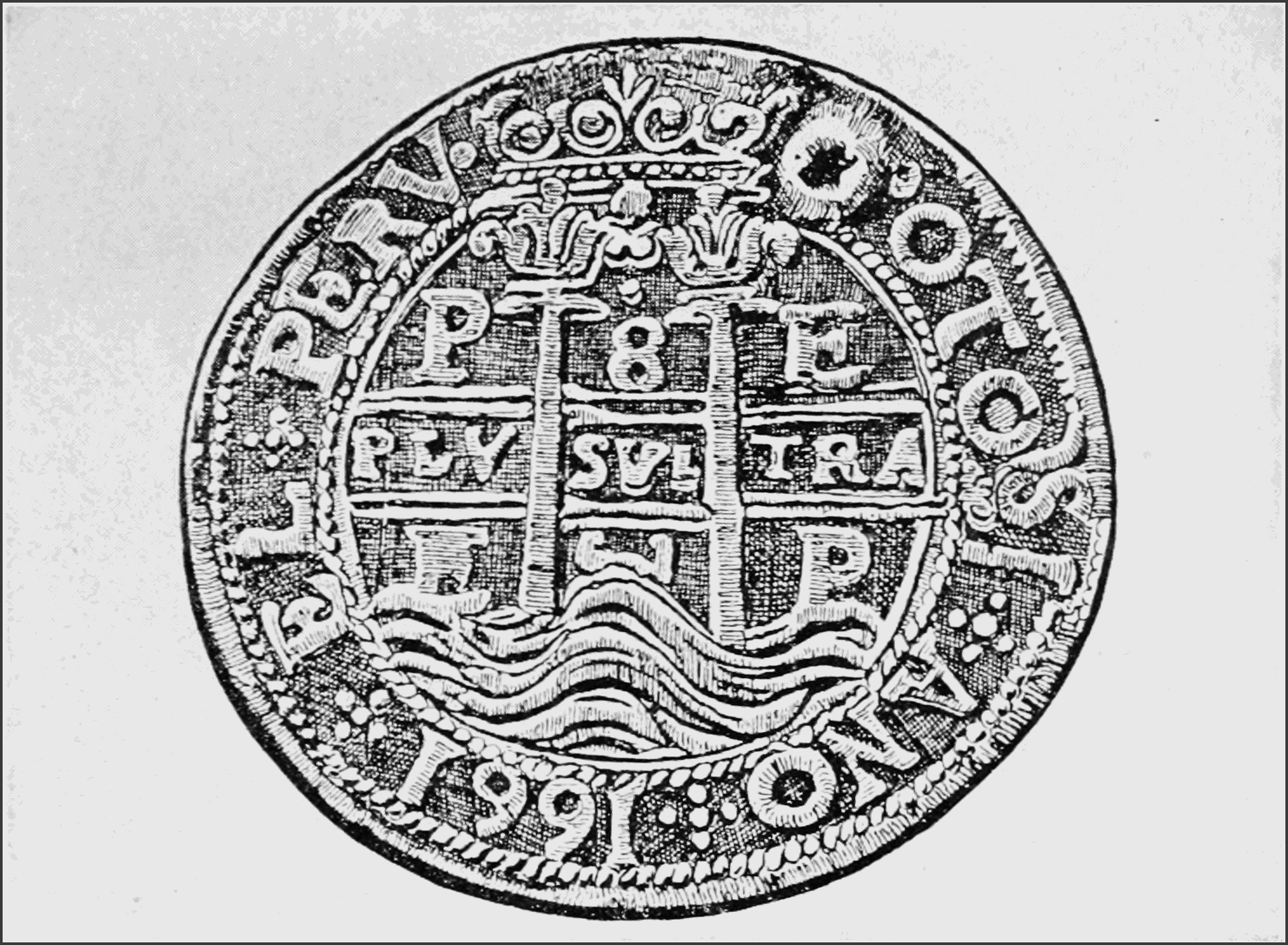
Real de a 8 acuñado en 1661 en Potosí.

En España se utiliza la expresión «Valer un Potosí» para decir que algo o alguien vale una fortuna, en referencia al Potosí, moneda de gran valor en la época de la América Española. Así pues, incluso la Real Academia Española recoge está acepción del término potosí.
La ciudad de Potosí y su riqueza tuvo tanta influencia que incluso su nombre fue usado en otros lugares del mundo, como la ciudad de San Luis Potosí (San Luis Potosí) (en México) o la ciudad de Potosi, en el estado de Misuri (Estados Unidos).

## Ciudades hermanas
| País                      | Ciudad o localidad  | Subdivisión administrativa               |
| ------------------------- | ------------------- | ---------------------------------------- |
| Colombia                  | Guadalajara de Buga | Departamento del Valle de Cauca          |
| Colombia                  | Cartagena de Indias | Departamento de Bolívar                  |
| Chile                     | Calama              | Región de Antofagasta                    |
| China                     | Lhasa               | Región Autónoma del Tíbet                |
| Ecuador                   | Quito               | Provincia de Pichincha                   |
| España                    | Toledo              | Comunidad autónoma de Castilla-La Mancha |
| Estados Unidos de América | Potosí              | Estado de Misuri                         |
| Italia                    | San Severino Marche | Región de las Marcas                     |
| México                    | San Luis Potosí     | Estado de San Luis Potosí                |
| Perú                      | Cuzco               | Departamento de Cuzco                    |